# 八德區
八德區，舊稱「八塊厝」，位於中華民國桃園市東北部，為國防部高等軍事法院與國防部北部地方軍事法院所在地。北鄰桃園區，東鄰新北市鶯歌區，西鄰中壢區，西南連平鎮區，南接大溪區，地勢南高北低，有茄苳溪貫穿南北。行政區域東西長6,760公尺，南北長8,460公尺，面積33.7111平方公里，是桃園市面積最小的行政區，為銜接桃園台地與台北盆地之門戶。
區內人口約有21.5萬人，人口密度每平方公里約有6,369人，為桃園市人口密度僅次於桃園區排行第二高的行政區。桃園縣於2014年12月25日升格為直轄市，原縣轄八德市改制為八德區。

## 歷史

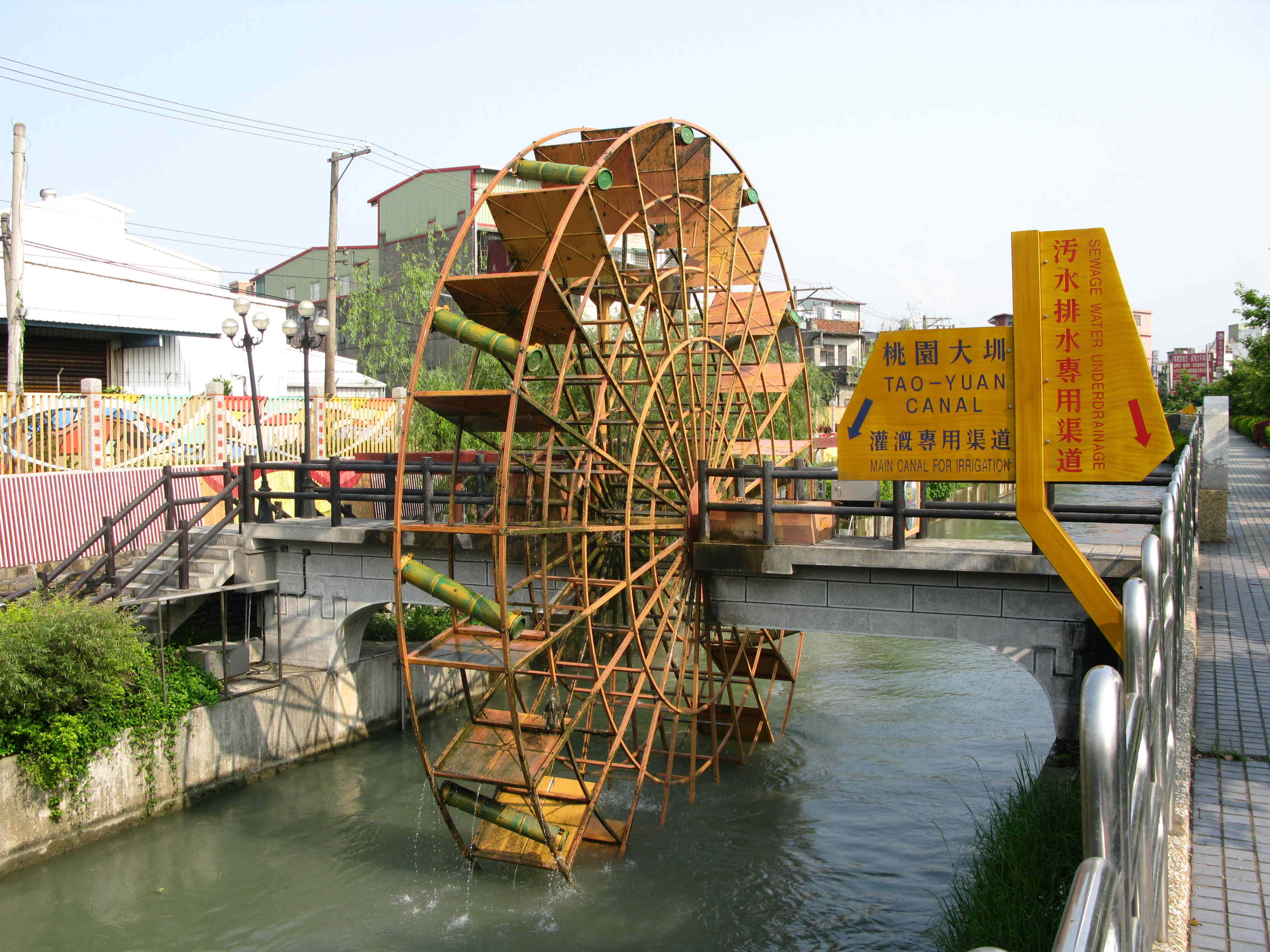
桃園大圳八德段的水車

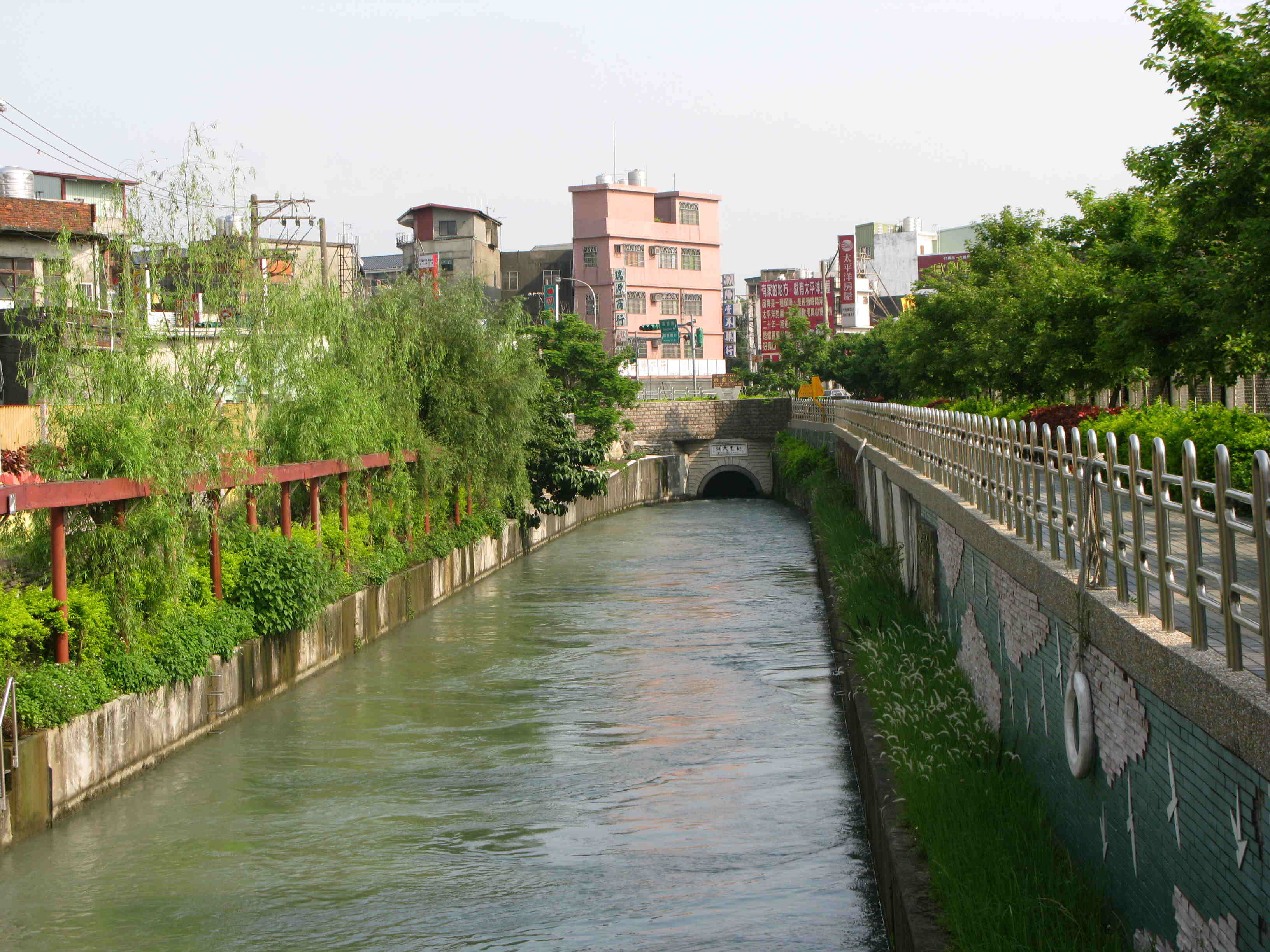
桃園大圳在八德的水道及兩岸綠茵

八德區舊名「八塊厝」（下含小字莊頭、莊尾、稻埕頭、連城、舊城、公館、租倉、城外等八處，今八德區公所、三元宮一帶地區），相傳是清乾隆年間有謝、蕭、邱、呂、賴、黃、吳、李姓等八戶人家至此開墾，每姓各築一屋，因而得名，另外還有客家話的稱呼八隻屋。1920年改設「八塊庄」，劃歸新竹州桃園郡管轄。戰後改名桃園縣八德鄉；1995年1月改制「八德市」，同時「村」改為「里」。八德區主要商業活動聚集在大湳一帶，而非八德區公所所在地。2014年12月25日桃園縣改制直轄市，八德市改制「八德區」。

### 區內聚落
- 大湳
- 小大湳
- 更寮腳
- 麻園
- 茄苳
- 霄裡（霄裡社）
- 雙連坡
- 松柏林
- 打鐵店
- 大

### 大事紀
- 1995年，1月1日人口滿15萬，由桃園縣八德鄉改制為桃園縣八德市。
- 2010年，11月特力屋進駐八德。
- 2012年，4月14日巧克力共和國開幕。
- 2014年，5月3日興仁花園夜市於長興路開幕。11月10日，統聯1659八德（大湳）-土城（永寧）通車。12月25日，由桃園縣八德市改制為桃園市八德區。
- 2015年，1月桃拾生活廣場開幕。10月1日統聯1659改為A/B/C三線。A/B線延長至八德擴大都計介壽路二段與豐德路口（近大溪區交界）。
- 2016年，2月大湳交流道下福德一路往八德方向，將190公尺道路拓寬成10線道46米寬。12月，廣豐新天地試營運。2017年1月12日正式開幕。
- 2017年，4月茄苳路(近台一線路段)多年瓶頸由3米拓寬為8米。6月，桃園市立兒童美術館於廣豐新天地5F開幕。6月16日，位於八德擴大都計的「八德區棒壘球場」落成啟用。
- 2018年，6月20日人口突破20萬人[3]。8月，八德國民運動中心位在國際路與廣福路口（土地面積5,000坪）原「大湳北景雲營區」動工。9月27日桃園區延平路延伸至八德，第二期先動工（國道二號南側至和強路）長度1,150公尺，路寬20公尺。10月1日，統聯1659A/B/C移撥給桃園市政府，變更為市區公車，路線編號變更為713、715、716。10月15日桃園捷運綠線在八德擴大都計GC01標高架八德段舉辦動工典禮。11月9日延平路延伸八德第一期也動工，長度265公尺。12月位於長興路尾（霄裡與龍岡交界）的簡易綠美化公園「花舞霄裡HAKKA」落成[4]。興豐路榮興路口至八德埤塘公園之間增設約600公尺人行道。
- 2019年，1月人口密度每平方公里突破6,000人大關。2月，茄苳溪成功橋改建工程完成，橋體拓寬到長30公尺、寬8公尺。3月4日新增統聯717龍岡經大湳到永寧站班次。5月17日交通部通過三鶯線延伸桃園八德段，可行性研究報告，8月26日獲國發會同意支持[5]，11月13日獲行政院同意。9月6日～9月22日展出桃園地景藝術節[6]。10月11日桃園捷運綠線GC02標地下段（八德到桃園車站地下段）舉行動工儀式[7]。10月29日國道3號增設大鶯豐德交流道獲交通部高公局審議核定。
- 2020年，1月9日與中壢區交界的桃園北區客家會館動工。8月3日桃園區延平路延伸至八德區和強路段第二期先行通車。8月7日大鶯豐德交流道獲行政院國發會同意，10月20日行政院最後確認興建。12月24日桃園區延平路延伸第一期通車(樹仁三街至國道二號橋下)。
- 2021年，9月24日八德國民運動中心試營運開幕。10月24日北區客家會館開幕。
- 2022年，3月1日由福興里分出福元里、福德里；興仁里分出興中里，全區48里改為51里。8月19日位於和強路與和平路口的八德大湳轉運站舉行動工典禮。
- 2023年，1月底人口達21萬。6月28日北二高增設八德交流道環評通過。7月19日三鶯線延伸桃園八德段環評通過。11月24日國發會通過捷運綠線延伸中壢。12月11日八德區延平路第三期工程（和強路延伸至和平路）動工。
- 2024年，1月5日，綠線高架橋下新闢道路（建德路延伸至介壽路段）動工，2月19日和強路八德轉運站啟用。
- 2025年，4月30日綠線高架橋下建德路延伸至建國路段約750公尺(德和路一段)先行通車。

## 人口
根據桃園市政府民政局及桃園市八德區戶政事務所統計，2024年底八德區戶數約8.4萬戶，人口21.5萬人，區內人口最多與最少的里分別是大和里與大慶里，2024年底兩里人口分別為9,585人與1,609人。
八德區居民以閩南籍、客家人、外省眷村等為主，加上少數原住民及外籍配偶等族群。另外，八德區為臺灣本島最多馬祖人聚居的行政區，人數將近兩萬人，是馬祖人的新故鄉。而全國規模最大的榮民就養機構—桃園榮民之家也位於該區，使八德區成為一個多元文化色彩的城市。

## 政治

### 歷任首長
| 八德鄉時期         | 八德鄉時期 | 八德鄉時期 | 八德鄉時期     | 八德鄉時期     | 八德鄉時期                           |
| 屆別               | 姓名       | 黨籍       | 就任日期       | 卸任日期       | 備註                                 |
| ------------------ | ---------- | ---------- | -------------- | -------------- | ------------------------------------ |
| 1                  | 尤清山     |            | 1946年3月      | 1948年         | 首任官派鄉長                         |
| 2                  | 邱創乾     |            | 1948年         | 1951年         | 官派                                 |
| 1                  | 邱創乾     |            | 1951年         | 1953年         | 首任民選鄉長                         |
| 2                  | 邱創乾     |            | 1953年         | 1956年         |                                      |
| 3                  | 邱創乾     |            | 1956年         | 1960年         |                                      |
| 4                  | 邱盛       |            | 1960年         | 1963年         |                                      |
| 5                  | 邱盛       |            | 1964年3月1日   | 1968年2月28日  |                                      |
| 6                  | 呂昌有     |            | 1968年3月1日   | 1973年3月31日  |                                      |
| 7                  | 呂昌有     |            | 1973年4月1日   | 1977年12月31日 |                                      |
| 8                  | 呂吉助     |            | 1978年1月1日   | 1982年2月28日  |                                      |
| 9                  | 李詩水     |            | 1982年3月1日   | 1986年3月1日   |                                      |
| 10                 | 李詩水     |            | 1986年3月1日   | 1990年3月1日   | 呂新民代理                           |
| 11                 | 呂新民     | 中國國民黨 | 1990年3月1日   | 1994年3月1日   |                                      |
| 12                 | 李金水     | 中國國民黨 | 1994年3月1日   | 1994年12月31日 | 1995年市鎮改制續任                   |
| 八德市時期（民選） |            |            |                |                |                                      |
| 1                  | 李金水     | 中國國民黨 | 1995年1月1日   | 1998年3月1日   | 首任民選市長                         |
| 2                  | 張春松     | 中國國民黨 | 1998年3月1日   | 2002年3月1日   |                                      |
| 3                  | 張春松     | 中國國民黨 | 2002年3月1日   | 2006年3月1日   |                                      |
| 4                  | 何正森     | 中國國民黨 | 2006年3月1日   | 2010年3月1日   |                                      |
| 5                  | 何正森     | 中國國民黨 | 2010年3月1日   | 2014年12月25日 | 末任民選市長                         |
| 八德區時期（指派） |            |            |                |                |                                      |
| 1                  | 黃啟賓     |            | 2014年12月25日 | 2015年4月10日  | 首任市長指派                         |
| 2                  | 陳玉明     |            | 2015年4月10日  | 2019年1月9日   |                                      |
| 3                  | 蔡志揚     |            | 2019年1月9日   | 2019年9月30日  | 轉任蘆竹區長                         |
| 4                  | 邱瑞朝     |            | 2019年10月1日  | 2022年6月29日  | 由蘆竹區調任                         |
| 5                  | 黃全成     |            | 2022年6月29日  | 2022年12月24日 | 由桃園市政府工務局養工處總工程師調任 |
| 6                  | 蔡豊展     |            | 2022年12月25日 | 現任           | 由副區長升任                         |

### 區政組織

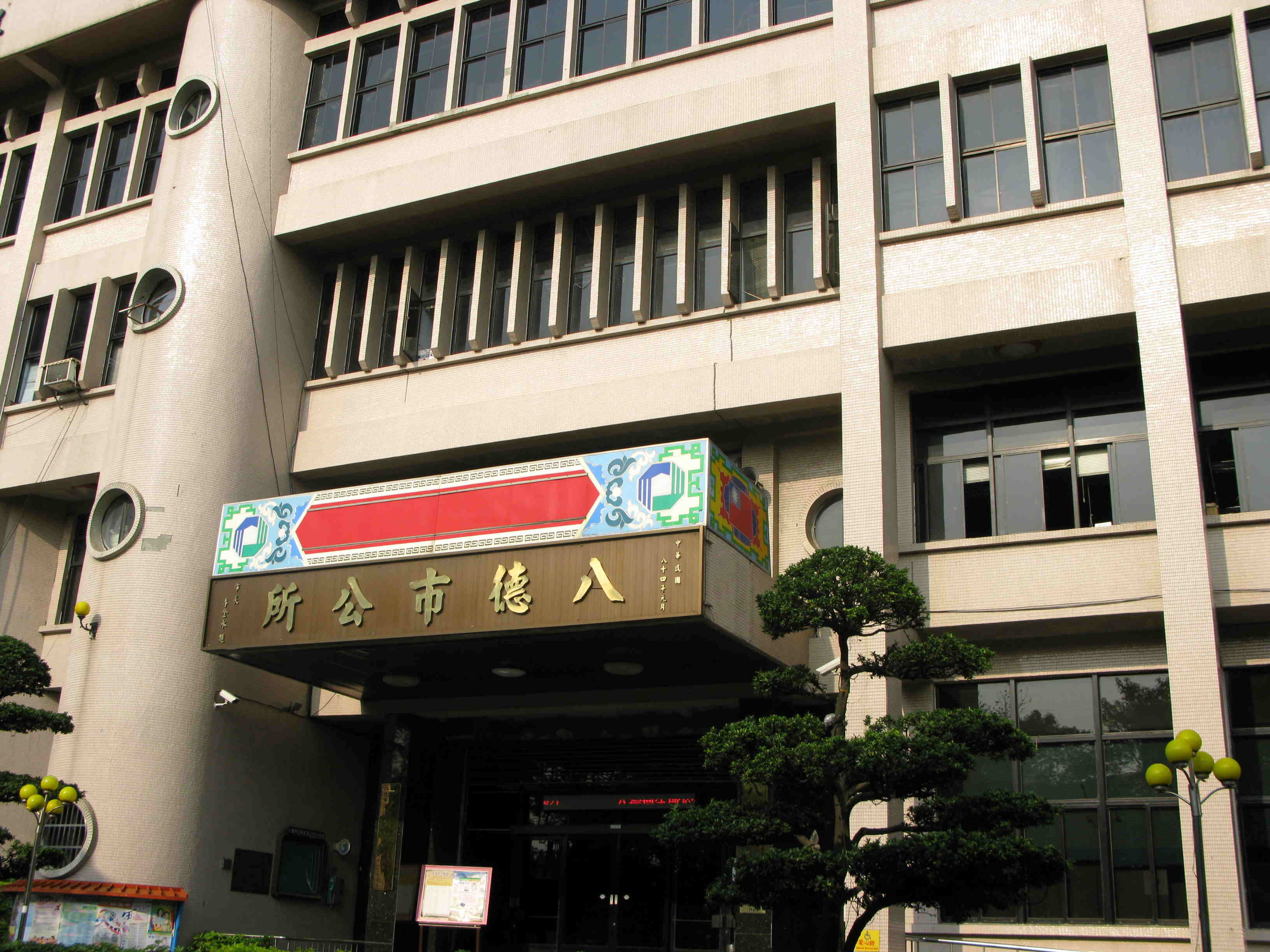
2008年5月的八德市公所（現已改制為八德區公所）

八德區公所是桃園市政府在八德區的派出機關，在中華民國政府架構中為市政府綜理區政的執行機關，上級業務監督機關為桃園市政府。区长由市長任命，其任期為無任期保障。在區長、副區長及主任秘書之下，設有5課4室等9個內部單位。八德區為桃園市議會第三選區，在市議會的63席市議員中，八德區共選出5席區域市議員（不含平地原住民與山地原住民議員）。

### 行政區
現今八德區行政範圍的確立，來自於1920年，日本將臺灣十二廳改為五州二廳，設八塊庄屬新竹州桃園郡:78。八塊庄轄八塊、大湳、小大湳、下庄子、茄苳溪、霄裡等6個大字。1945年，改為「八塊鄉」，屬新竹縣桃園區。1946年4月，改名「八德鄉」。1950年，調整行政區域並裁撤區署，八德鄉改隸新成立的桃園縣。1995年1月1日，八德鄉改制為「八德市」:78。2014年12月25日，桃園縣改制為直轄市，八德市改制為市轄區「八德區」，隸屬桃園市。
八德區共轄51里，其行政區域分布情形為：
| 桃澗堡 街名 | 八塊 大字 | 八德鄉                                                                                         | 八德鄉 | 八德鄉 | 八德市 - 八德區 改制後 | 面積統計 km² |
| 桃澗堡 街名 | 八塊 大字 | 舊小地名                                                                                       | 初設村 | 改制前 | 八德市 - 八德區 改制後 | 面積統計 km² |
| 小大湳      | 小大湳    | 大坑仔 紅陂腳 後壁厝                                                                           | 大福村 | 大同村 | 陸光里                 | 0.0691       |
| 小大湳      | 小大湳    | 大坑仔 紅陂腳 後壁厝                                                                           | 大福村 | 大同村 | 大同里                 | 0.0530       |
| 小大湳      | 小大湳    | 大坑仔 紅陂腳 後壁厝                                                                           | 大福村 | 大忠村 | 大忠里                 | 0.2537       |
| 小大湳      | 小大湳    | 大坑仔 紅陂腳 後壁厝                                                                           | 大福村 | 大勇村 | 大勇里                 | 0.4666       |
| 小大湳      | 小大湳    | 大坑仔 紅陂腳 後壁厝                                                                           | 大福村 | 大強村 | 大漢里                 | 0.0596       |
| 小大湳      | 小大湳    | 大坑仔 紅陂腳 後壁厝                                                                           | 大福村 | 大強村 | 大千里                 | 0.1233       |
| 小大湳      | 小大湳    | 大坑仔 紅陂腳 後壁厝                                                                           | 大福村 | 大強村 | 大強里                 | 0.9225       |
| 小大湳      | 小大湳    | 大坑仔 紅陂腳 後壁厝                                                                           | 大福村 | 大義村 | 大榮里                 | 0.0689       |
| 小大湳      | 小大湳    | 大坑仔 紅陂腳 後壁厝                                                                           | 大福村 | 大義村 | 大義里                 | 0.1221       |
| 小大湳      | 小大湳    | 大坑仔 紅陂腳 後壁厝                                                                           | 大福村 | 大成村 | 大慶里                 | 0.0559       |
| 小大湳      | 小大湳    | 大坑仔 紅陂腳 後壁厝                                                                           | 大福村 | 大成村 | 大成里                 | 0.1663       |
| 小大湳      | 小大湳    | 大坑仔 紅陂腳 後壁厝                                                                           | 大福村 | 大智村 | 大宏里                 | 0.2004       |
| 小大湳      | 小大湳    | 大坑仔 紅陂腳 後壁厝                                                                           | 大福村 | 大智村 | 大智里                 | 0.2104       |
| 小大湳      | 小大湳    | 大坑仔 紅陂腳 後壁厝                                                                           | 大福村 | 大正村 | 大正里                 | 0.3636       |
| 小大湳      | 小大湳    | 大坑仔 紅陂腳 後壁厝                                                                           | 大福村 | 大福村 | 大福里                 | 0.3099       |
| 大湳        | 大湳      | 麻園 松柏林 羊稠仔 磚仔窯 大草厝 立紅陂 湖仔埤腳 中陂腳 西陂腳 竹篙厝 大安陂 樹仔陂            | 大湳村 | 大明村 | 大明                   | 0.2027       |
| 大湳        | 大湳      | 麻園 松柏林 羊稠仔 磚仔窯 大草厝 立紅陂 湖仔埤腳 中陂腳 西陂腳 竹篙厝 大安陂 樹仔陂            | 大湳村 | 大仁村 | 大仁里                 | 0.3948       |
| 大湳        | 大湳      | 麻園 松柏林 羊稠仔 磚仔窯 大草厝 立紅陂 湖仔埤腳 中陂腳 西陂腳 竹篙厝 大安陂 樹仔陂            | 大湳村 | 大發村 | 大發里                 | 1.1806       |
| 大湳        | 大湳      | 麻園 松柏林 羊稠仔 磚仔窯 大草厝 立紅陂 湖仔埤腳 中陂腳 西陂腳 竹篙厝 大安陂 樹仔陂            | 大湳村 | 大湳村 | 大湳里                 | 1.3511       |
| 大湳        | 大湳      | 麻園 松柏林 羊稠仔 磚仔窯 大草厝 立紅陂 湖仔埤腳 中陂腳 西陂腳 竹篙厝 大安陂 樹仔陂            | 大安村 | 大竹村 | 大竹里                 | 1.3227       |
| 大湳        | 大湳      | 麻園 松柏林 羊稠仔 磚仔窯 大草厝 立紅陂 湖仔埤腳 中陂腳 西陂腳 竹篙厝 大安陂 樹仔陂            | 大安村 | 大安村 | 大安里                 | 1.4421       |
| 大湳        | 大湳      | 麻園 松柏林 羊稠仔 磚仔窯 大草厝 立紅陂 湖仔埤腳 中陂腳 西陂腳 竹篙厝 大安陂 樹仔陂            | 大興村 | 大昌村 | 大昌里                 | 0.1419       |
| 大湳        | 大湳      | 麻園 松柏林 羊稠仔 磚仔窯 大草厝 立紅陂 湖仔埤腳 中陂腳 西陂腳 竹篙厝 大安陂 樹仔陂            | 大興村 | 大和村 | 大和里                 | 0.3149       |
| 大湳        | 大湳      | 麻園 松柏林 羊稠仔 磚仔窯 大草厝 立紅陂 湖仔埤腳 中陂腳 西陂腳 竹篙厝 大安陂 樹仔陂            | 大興村 | 大信村 | 大信里                 | 1.4853       |
| 大湳        | 大湳      | 麻園 松柏林 羊稠仔 磚仔窯 大草厝 立紅陂 湖仔埤腳 中陂腳 西陂腳 竹篙厝 大安陂 樹仔陂            | 大興村 | 大華村 | 大順里                 | 0.2995       |
| 大湳        | 大湳      | 麻園 松柏林 羊稠仔 磚仔窯 大草厝 立紅陂 湖仔埤腳 中陂腳 西陂腳 竹篙厝 大安陂 樹仔陂            | 大興村 | 大華村 | 大華里                 | 0.2706       |
| 大湳        | 大湳      | 麻園 松柏林 羊稠仔 磚仔窯 大草厝 立紅陂 湖仔埤腳 中陂腳 西陂腳 竹篙厝 大安陂 樹仔陂            | 大興村 | 大興村 | 大愛里                 | 0.2165       |
| 大湳        | 大湳      | 麻園 松柏林 羊稠仔 磚仔窯 大草厝 立紅陂 湖仔埤腳 中陂腳 西陂腳 竹篙厝 大安陂 樹仔陂            | 大興村 | 大興村 | 大興里                 | 1.3695       |
| 茄苳溪      | 茄苳溪    | 三界廟 石厝 水尾 水井 鴨仔店 瓦厝 大圳橋                                                       | 茄苳村 | 高明村 | 高城                   | 0.1288       |
| 茄苳溪      | 茄苳溪    | 三界廟 石厝 水尾 水井 鴨仔店 瓦厝 大圳橋                                                       | 茄苳村 | 高明村 | 高明                   | 0.1917       |
| 茄苳溪      | 茄苳溪    | 三界廟 石厝 水尾 水井 鴨仔店 瓦厝 大圳橋                                                       | 茄苳村 | 茄苳村 | 茄明                   | 0.5163       |
| 茄苳溪      | 茄苳溪    | 三界廟 石厝 水尾 水井 鴨仔店 瓦厝 大圳橋                                                       | 茄苳村 | 茄苳村 | 茄苳里                 | 0.7195       |
| 茄苳溪      | 茄苳溪    | 三界廟 石厝 水尾 水井 鴨仔店 瓦厝 大圳橋                                                       | 茄苳村 | 茄苳村 | 永豐里                 | 1.5869       |
| 茄苳溪      | 茄苳溪    | 三界廟 石厝 水尾 水井 鴨仔店 瓦厝 大圳橋                                                       | 白鷺村 | 白鷺村 | 白鷺里                 | 2.8848       |
| 下仔        | 下子      | 打鐵店 雙連陂 下庄仔 城仔面前 店尾 阿桃店                                                      | 廣興村 | 廣隆村 | 廣隆里                 | 0.4869       |
| 下仔        | 下子      | 打鐵店 雙連陂 下庄仔 城仔面前 店尾 阿桃店                                                      | 廣興村 | 廣興村 | 廣興里                 | 1.9969       |
| 下仔        | 下子      | 打鐵店 雙連陂 下庄仔 城仔面前 店尾 阿桃店                                                      | 廣興村 | 廣興村 | 廣德里                 | 1.3420       |
| 八塊厝      | 八塊      | 大、肚 橋頭、溝後 更寮腳 田心仔 公館、連城 土地後 廟仔埤 稻埕頭 租倉、舊城 面前厝、崙仔 龍眼宅 | 興仁村 | 興仁村 | 興仁里                 | 0.2538       |
| 八塊厝      | 八塊      | 大、肚 橋頭、溝後 更寮腳 田心仔 公館、連城 土地後 廟仔埤 稻埕頭 租倉、舊城 面前厝、崙仔 龍眼宅 | 興仁村 | 興仁村 | 興中里                 | 0.3812       |
| 八塊厝      | 八塊      | 大、肚 橋頭、溝後 更寮腳 田心仔 公館、連城 土地後 廟仔埤 稻埕頭 租倉、舊城 面前厝、崙仔 龍眼宅 | 福興村 | 福興村 | 福興里                 | 0.4253       |
| 八塊厝      | 八塊      | 大、肚 橋頭、溝後 更寮腳 田心仔 公館、連城 土地後 廟仔埤 稻埕頭 租倉、舊城 面前厝、崙仔 龍眼宅 | 福興村 | 福興村 | 福元里                 | 0.3621       |
| 八塊厝      | 八塊      | 大、肚 橋頭、溝後 更寮腳 田心仔 公館、連城 土地後 廟仔埤 稻埕頭 租倉、舊城 面前厝、崙仔 龍眼宅 | 福興村 | 福興村 | 福德里                 | 1.0411       |
| 八塊厝      | 八塊      | 大、肚 橋頭、溝後 更寮腳 田心仔 公館、連城 土地後 廟仔埤 稻埕頭 租倉、舊城 面前厝、崙仔 龍眼宅 | 瑞豐村 | 瑞泰村 | 瑞泰里                 | 0.5890       |
| 八塊厝      | 八塊      | 大、肚 橋頭、溝後 更寮腳 田心仔 公館、連城 土地後 廟仔埤 稻埕頭 租倉、舊城 面前厝、崙仔 龍眼宅 | 瑞豐村 | 瑞發村 | 瑞發里                 | 0.3212       |
| 八塊厝      | 八塊      | 大、肚 橋頭、溝後 更寮腳 田心仔 公館、連城 土地後 廟仔埤 稻埕頭 租倉、舊城 面前厝、崙仔 龍眼宅 | 瑞豐村 | 瑞德村 | 瑞德里                 | 0.6119       |
| 八塊厝      | 八塊      | 大、肚 橋頭、溝後 更寮腳 田心仔 公館、連城 土地後 廟仔埤 稻埕頭 租倉、舊城 面前厝、崙仔 龍眼宅 | 瑞豐村 | 瑞祥村 | 瑞祥里                 | 0.3567       |
| 八塊厝      | 八塊      | 大、肚 橋頭、溝後 更寮腳 田心仔 公館、連城 土地後 廟仔埤 稻埕頭 租倉、舊城 面前厝、崙仔 龍眼宅 | 瑞豐村 | 瑞豐村 | 瑞興里                 | 1.1227       |
| 八塊厝      | 八塊      | 大、肚 橋頭、溝後 更寮腳 田心仔 公館、連城 土地後 廟仔埤 稻埕頭 租倉、舊城 面前厝、崙仔 龍眼宅 | 瑞豐村 | 瑞豐村 | 瑞豐里                 | 0.3946       |
| 霄裡        | 霄裡      | 廟前 官路缺 營盤、竹巷 大車路 大火 (伙) 房 竹頭坡 山下店                                       | 竹園村 | 竹園村 | 竹園里                 | 2.2039       |
| 霄裡        | 霄裡      | 廟前 官路缺 營盤、竹巷 大車路 大火 (伙) 房 竹頭坡 山下店                                       | 霄裡村 | 霄裡村 | 霄裡里                 | 2.1581       |
| 霄裡        | 霄裡      | 廟前 官路缺 營盤、竹巷 大車路 大火 (伙) 房 竹頭坡 山下店                                       | 霄裡村 | 霄裡村 | 龍友里                 | 0.2824       |

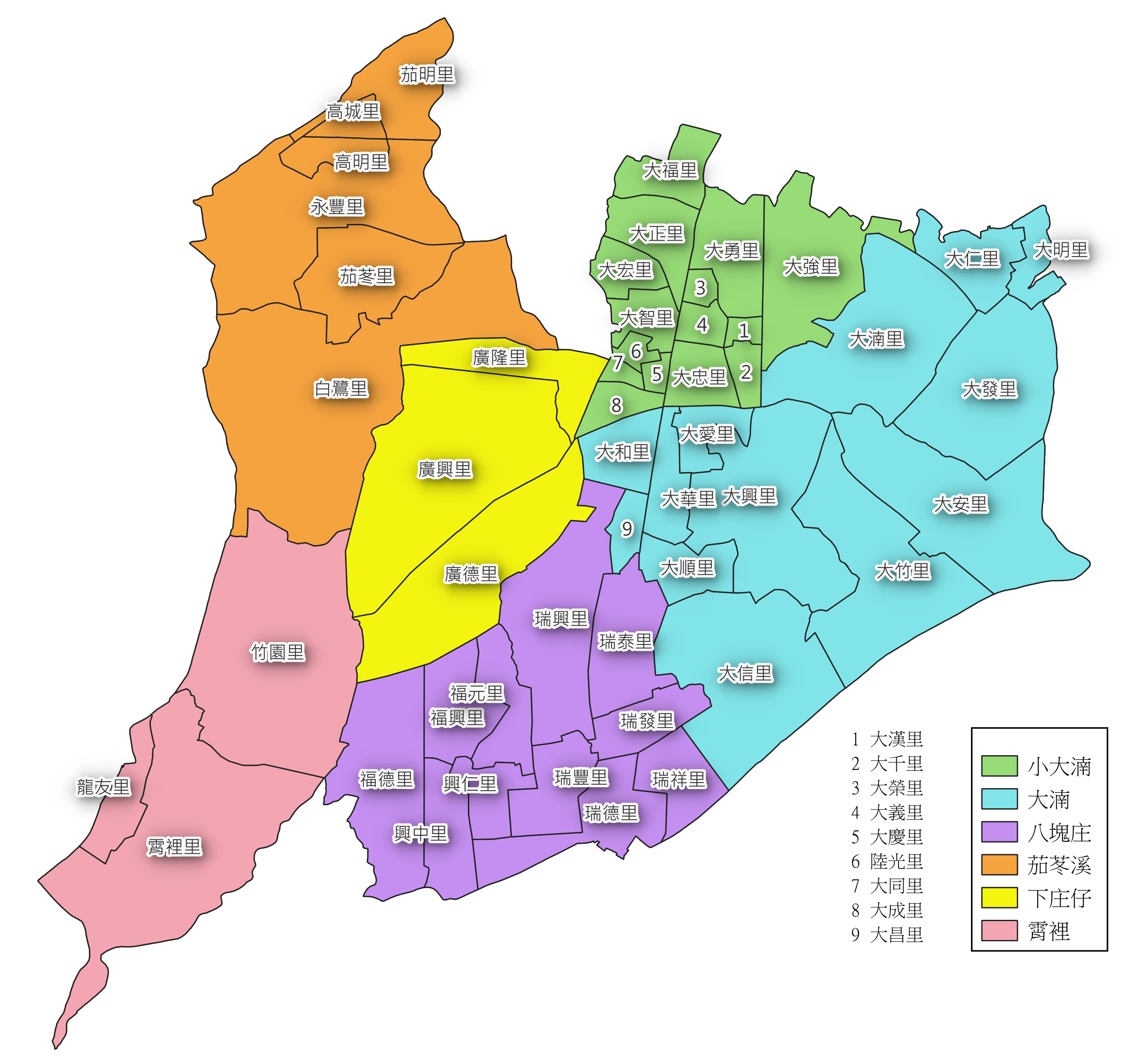
八德區行政區劃

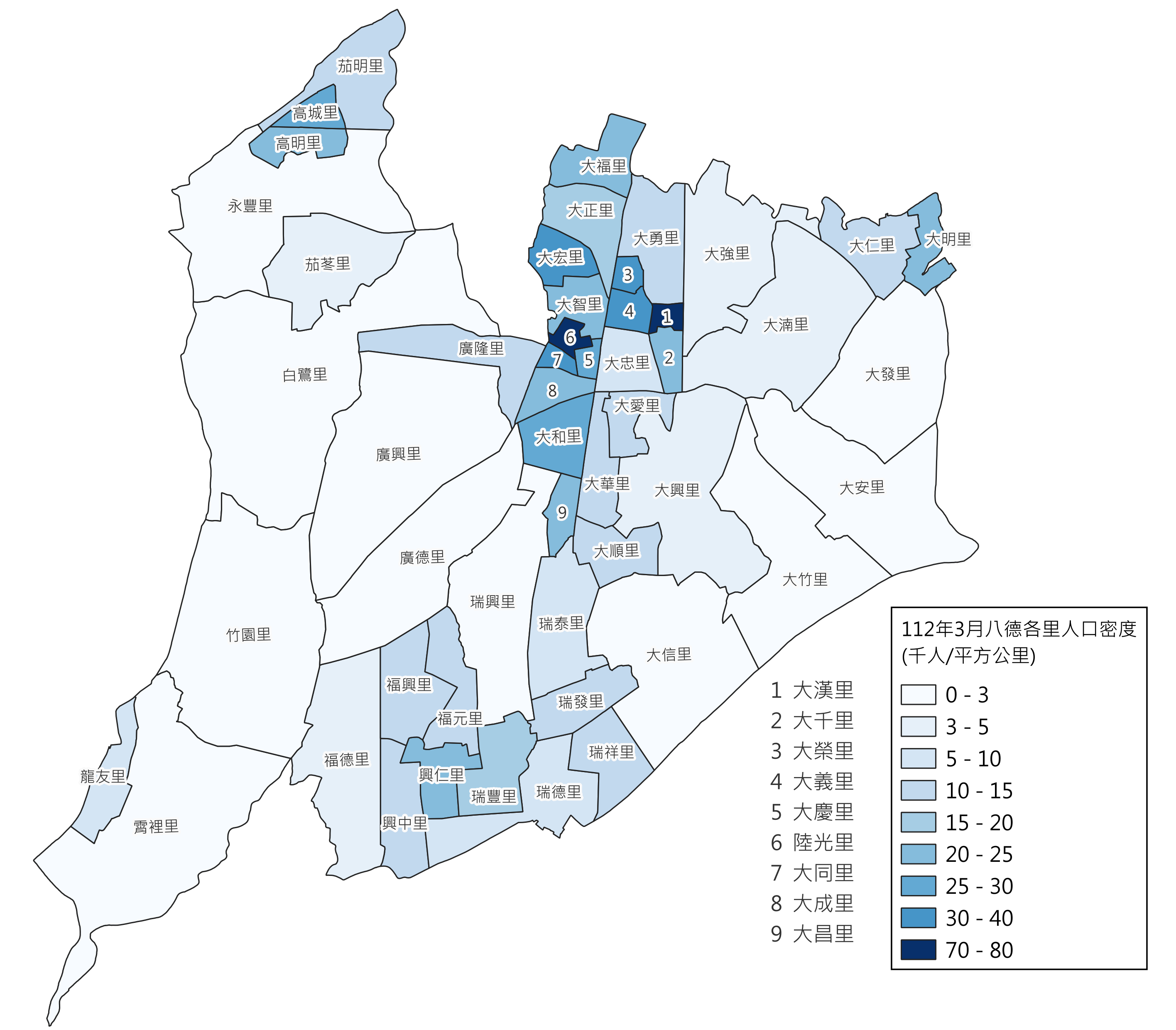
八德區各里人口密度

註：舊地名中的「坡」，同「陂」，是指埤塘、水塘的意思。
註：「更寮」又稱「望寮」，意指守更的簡陋屋舍；為防匪盜之施設而漸成聚落。
註：「麻園」以農作物為名，早期八德這個地區因為遍植胡麻作物製做麻油，因而稱為「麻園」。

### 警政消防
警政
- 桃園市政府警察局八德分局 興豐路1216號
  - 四維派出所 重慶街148號
  - 八德派出所 中山路23號
  - 大安派出所 和平路頂僑巷25號
  - 高明派出所 永豐路160號
  - 廣興派出所 廣興路829號

消防
- 桃園市政府消防局第一大隊 桃園區力行路280號
  - 八德分隊 介壽路二段685巷10號
  - 大湳分隊 福國北街69號
  - 茄苳分隊 茄苳路950號

## 都市計劃

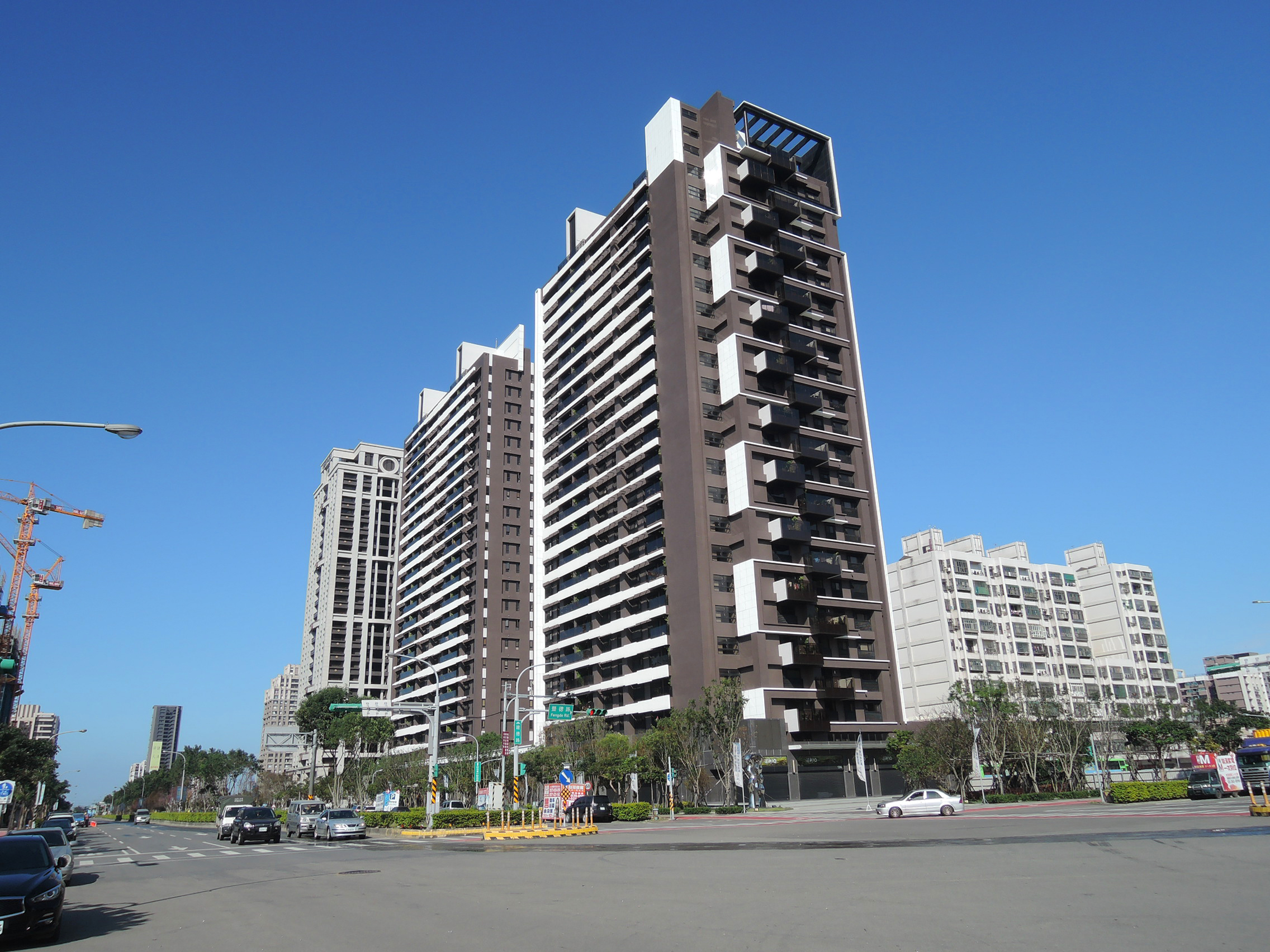
八德擴大都市計劃

### 大湳地區都市計劃
八德大湳地區都市計畫區範圍以大成國小附近大湳市場、民和戲院之舊商圈及廣豐新天地、國賓影城新興商圈等商業區為中心，包括介壽路兩旁，南至大潤發賣場，北至桃園都市計畫界線，總面積約409.27公頃；目前為八德區人口聚集的主要地區。2016年桃園市政府整併全市33處都市計畫區，將此區整併入桃園都會區都市計畫。
範圍：大福里、大正里、大宏里、大智里、大勇里、大榮里、大義里、大漢里、大千里、大忠里、大慶里、大同里、大成里、陸光里、大部分（大和里、大愛里）、部分（大強里、大湳里、大興里、大華里、廣隆里、桃園區中德里）。

#### 古蹟
- 八塊無線送信所（市定古蹟）
- 八德邱氏餘慶堂（歷史建築）
- 八德邱氏敦德堂（歷史建築）

### 八德地區 (擴大) 都市計劃

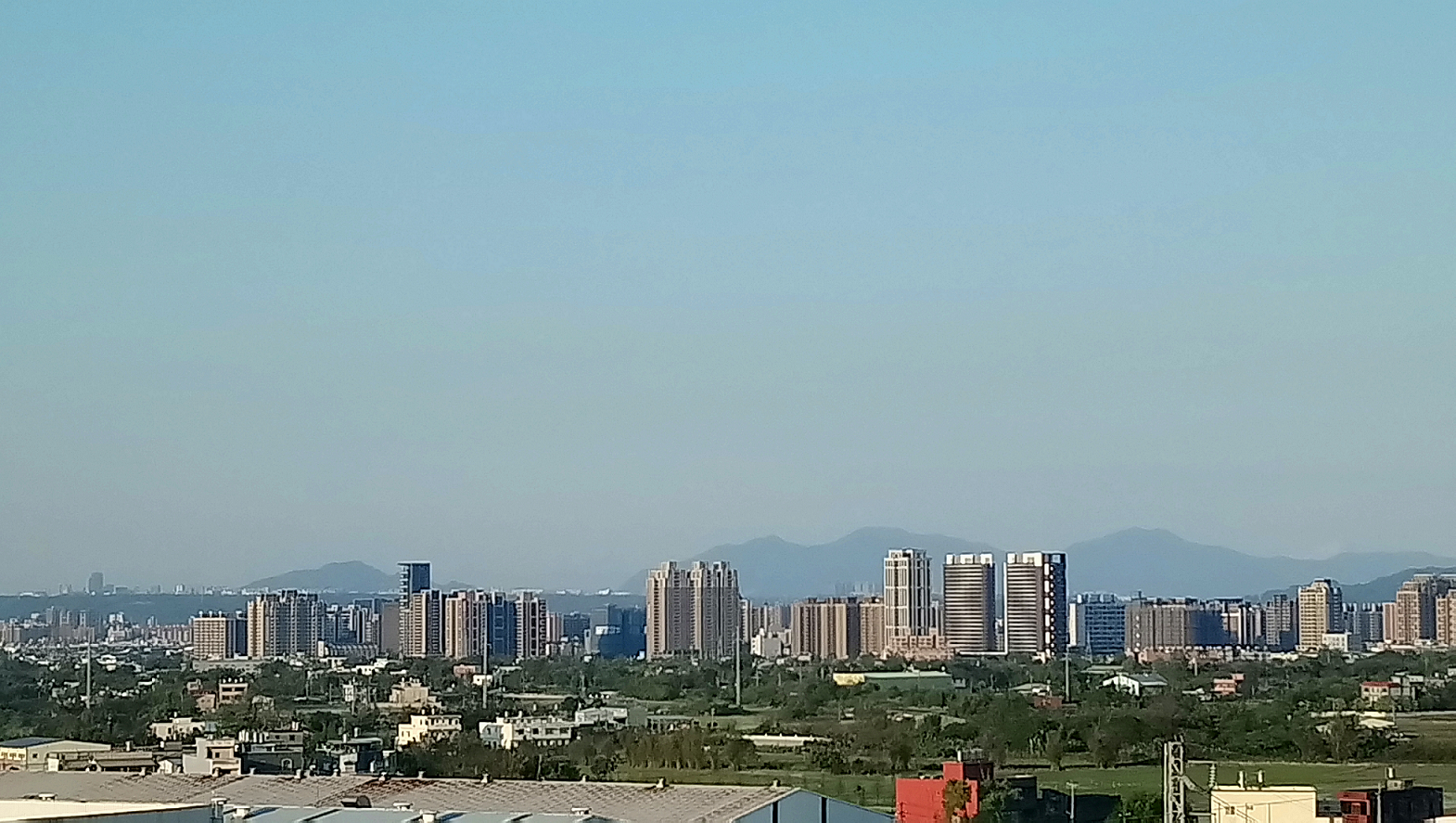
八德都市計畫區全景圖；左後林口臺地及遠處的觀音山；右後為陽明山

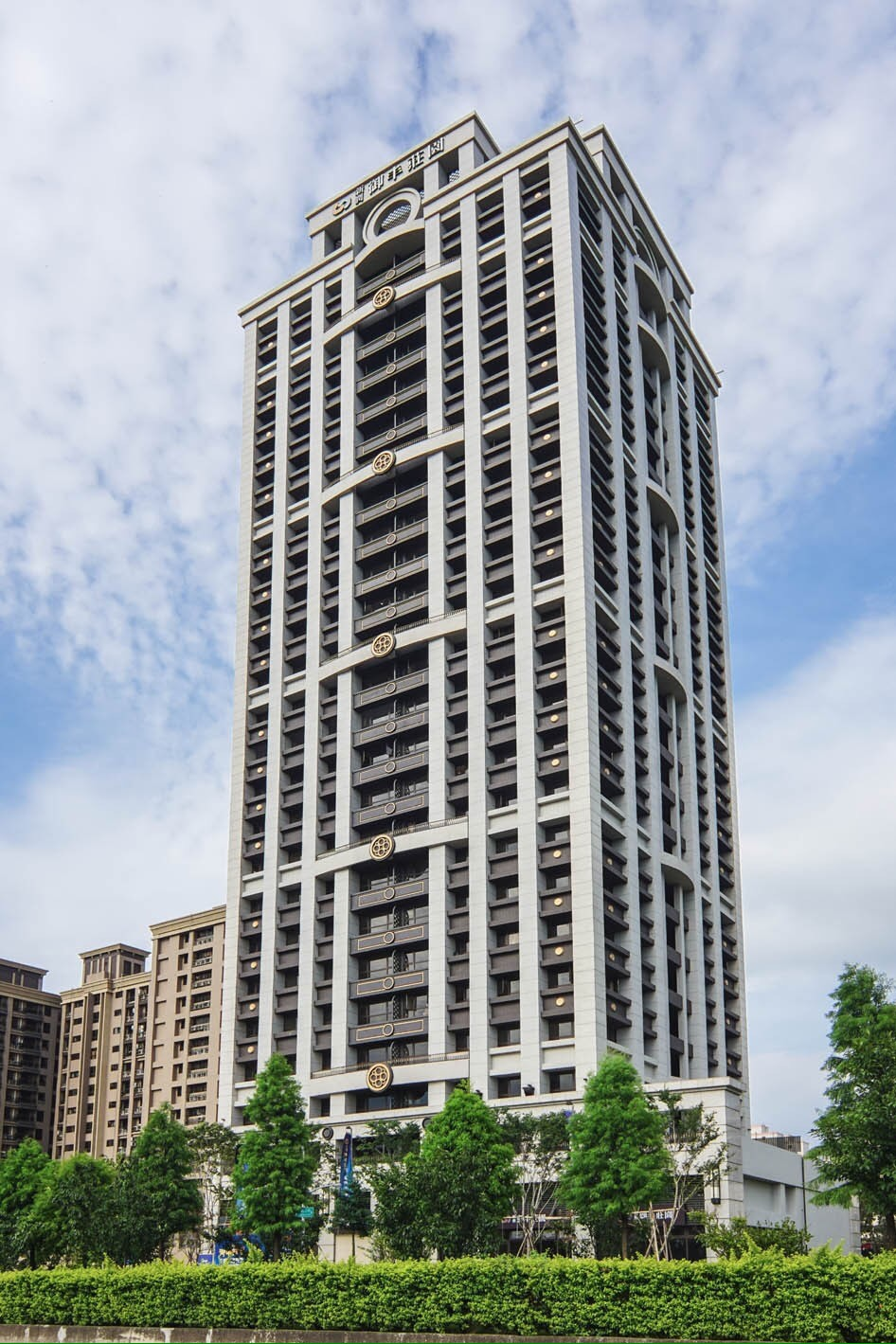
八德擴大都市計畫區的知名最高地標

#### 沿革
本特定區原是配合高鐵桃園站與國衛院等兩大基礎建設將在該區設立而規劃，惟後來皆未在該區設立。目前則是以八德區公所為中心，1994年起由地方開始規劃，2003年送交內政部審議，經過無數次的溝通協調，擴大都市計畫面積由原來650公頃驟減至164.78公頃（扣除舊市區面積49.16公頃，實際擴大面積115.62公頃）。2009年1月內政部審核通過第一期116公頃的開發計劃案（土地變更），已於2010年初完成，未來還將持續規劃進行第2期、第3期的都市計劃開發案。2016年桃園市政府整併全市33處都市計畫區，將此區與大溪埔頂都市計畫區整合。

#### 規模
範圍：大部分（福興里、瑞豐里）、部分（興仁里、瑞興里）。

##### 第一期
八德擴大都市計劃區內，目前有二條寬達50米的大道（建德路、豐德路），以及建置長達28公里的寬頻管道，還有桃園捷運綠線的捷運車站專區，形成環狀的捷運網絡系統，並與大台北捷運系統接軌（目前尚在規劃中）。八德擴大都市計畫廣置公園，瑞興、福興、興仁、瑞豐、瑞德等里都畫設公園用地，還特意保存區內4口水利會大池塘，讓它成為自然生態公園，成為八德區主要特色。還有總長8公里多環區的自行車道。區內西邊還保留2.4公頃作為中央大學八德校區。東側豐德路介壽路口增設國道三號大鶯豐德交流道（暫名）可行性評估市政府已於2018年9月送交通部高公局審議。
八德擴大都計的第三條大道（園三），路寬40米，本為生活圈六號道路，現更名為「八德區介壽路至建德路新闢道路」。長度約1.7公里，未來會從八德擴大都市計畫建德路、仁德一路口沿仁德一路，穿越建國路、豐田路沿著產業道路，最後再連接介壽路二段六八五巷（伍陽農場）旁，新闢道路會配合捷運綠線土木工程，將會委託捷運施工單位一併施工，預定2019年12月施工，2025年11月完工。

#### 與文化資產的衝突
葉金萬是桃園八塊厝當地人，生於清代道光21年（1841年），歿於日治時代昭和5年（1930年），享年89歲，是台灣當時著名的建廟老師傅，八德三元宮殿內的木樑及雕飾，古樸典雅，就是出自此名木作大師葉金萬之手。其故居「樹德堂」，原為葉氏祖厝宗祠，就位於三元宮旁；古厝建造於咸豐4年（1854年），為傳統三合院格局。卻在此次八德擴大都市計劃中，古厝被拆除，夷為平地。。

#### 重要指標
- 八德區最高樓：25層/98.5m《昇捷天沐》

#### 其他相關
- 合宜住宅弊案

### 龍岡地區都市計劃
計畫涵蓋八德區龍友里。

### 縱貫路桃園內壢間都市計劃
計畫涵蓋八德區高明里、高城里、茄苳里、茄明里。

### 八德區大勇市地重劃區工程
此處原為中華電信公司所有，位於介壽路旁，距離桃園捷運綠線G5站僅200公尺，距離國道2號大湳交流道也僅約3公里，升格後經市府協調，同意以公辦重劃的方式重新規劃，2022年11月15日動工，工程預計2024年底完工。

### 埔頂地區都市計劃
計畫涵蓋八德區瑞德里部分及興仁里部分，與八德地區都市計畫相鄰。

## 公共建設

### 圖書館、親子館
| 名稱                           | 地址                           | 休館日                                                                      |
| ------------------------------ | ------------------------------ | --------------------------------------------------------------------------- |
| 桃園市立圖書館八德分館         | 興豐路264號                    | 國定假日及每月最後一個星期四（清潔日）                                      |
| 桃園市立圖書館大湳分館         | 重慶街53巷2號                  | 國定假日及每月最後一個星期四（清潔日）                                      |
| 桃園市立圖書館景雲分館         | 廣福路218號                    | 2021年11月1日開幕                                                           |
| 桃園市立圖書館八德三號社宅分館 | 豐德路452號2樓（三號社宅CD棟） | 2024年3月1日開幕                                                            |
| 桃園市立圖書館兒童玩具圖書館   | 重慶街36號                     | 2021年4月開始試營運                                                         |
| 八德北青親子館                 | 建德路358號3樓                 | 每週一及國定假日休館，2023年4月23日開幕                                     |
| 八德親子館                     | 福國北街220號2樓               | 每週一及國定假日休館                                                        |

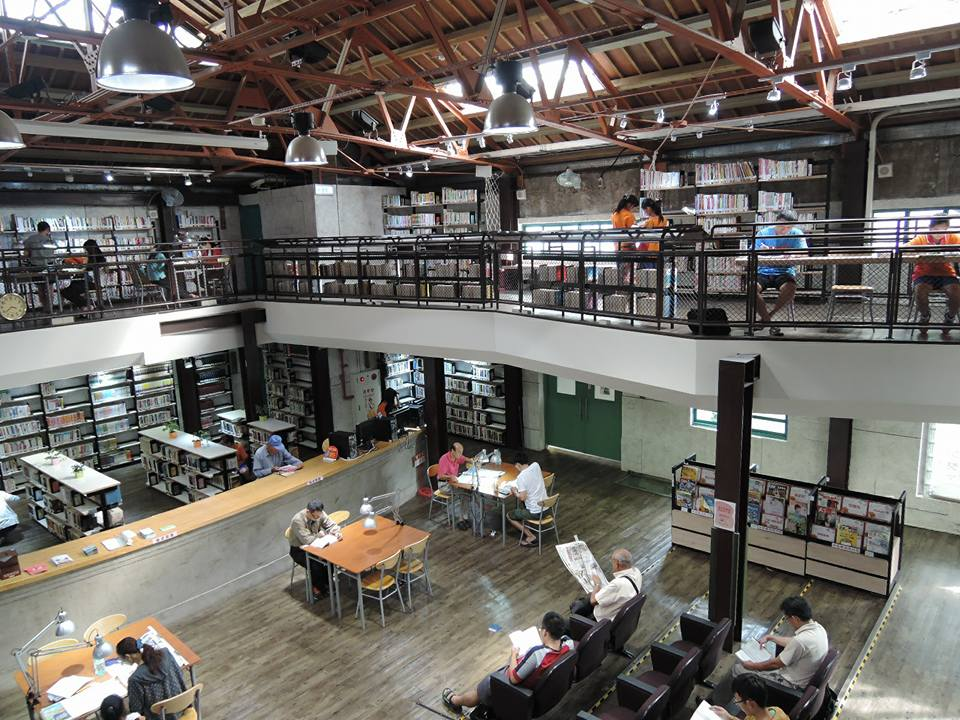
桃園市立圖書館大湳分館

| 八德興豐親子館及公托中心       | 興豐路287號                    | 舊市代會改建，2020年7月2日啟用 托嬰時間為07:00～18:00，每週一及國定假日休館 |
| 桃園北區客家會館               | 崁頂路60號                     | 週二至週日09：00～17：00 2020年1月9日動工，2021年10月24日開幕               |

### 運動、公園

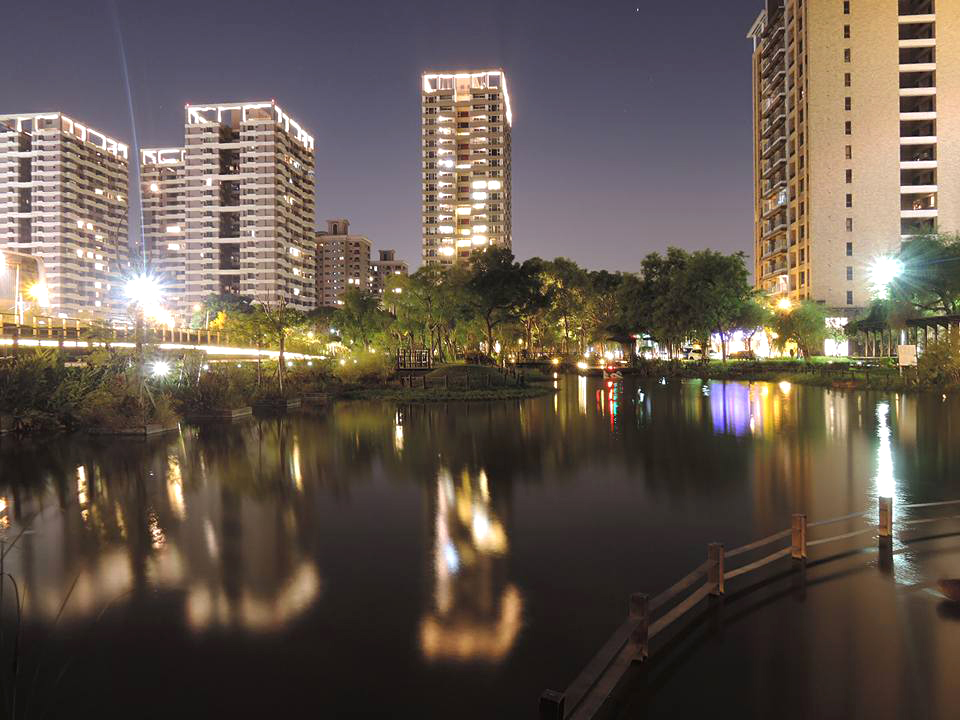
大湳置地生活廣場旁的廣豐公園

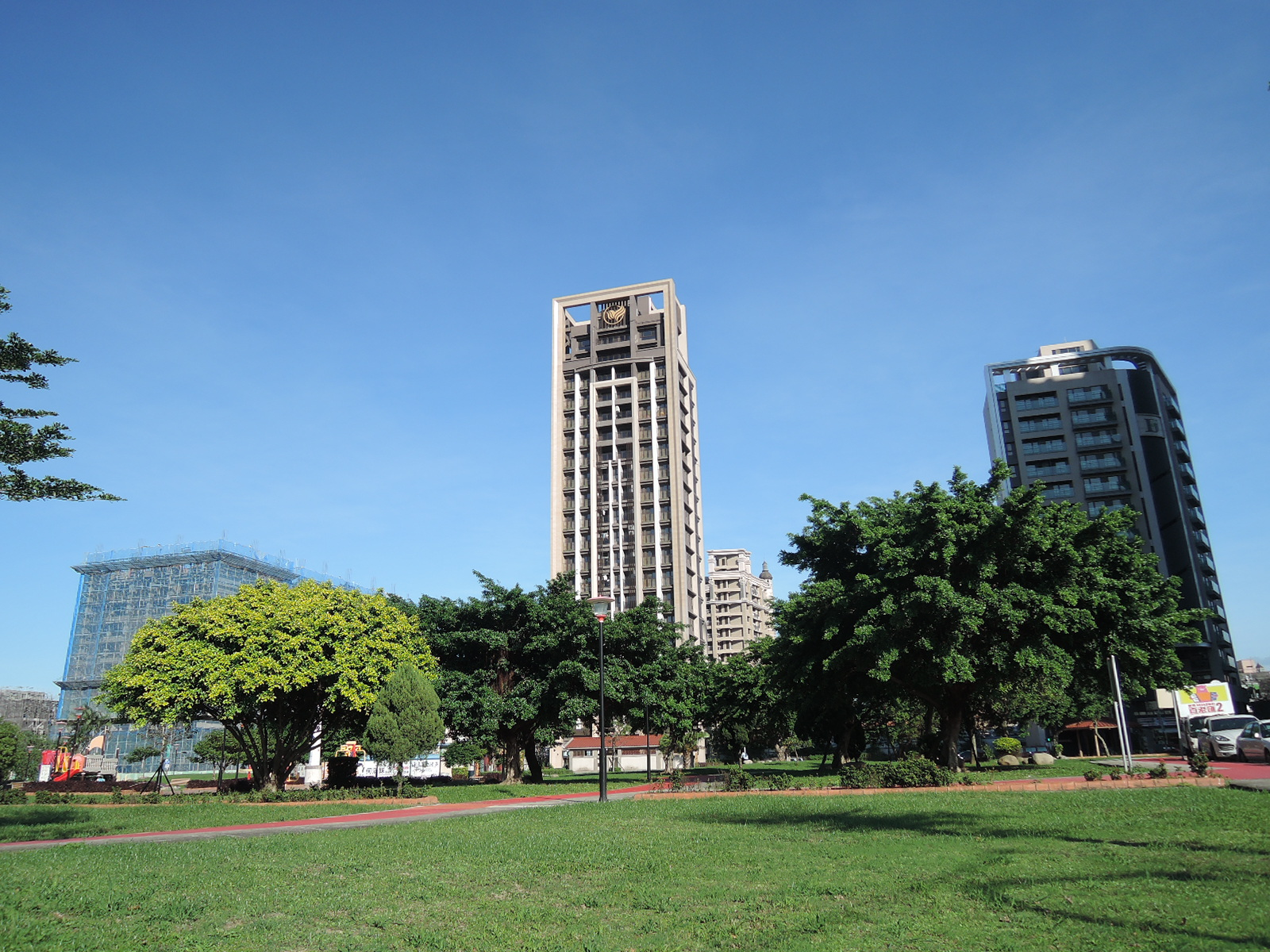
八德擴大都計建德公園

| 名稱                            | 地址                                 | 備註                             |
| ------------------------------- | ------------------------------------ | -------------------------------- |
| 八德國民運動中心                | 廣福路230號                          | 2018年8月動工，2021年9月24日啟用 |
| 桃園市北區青少年活動中心-桃漾館 | 建德路360號                          | 2025年2月22日啟用                |
| 八德埤塘自然生態公園            | 興豐路1315號（八德分局附近）         | [ 19 ]                           |
| 廣豐公園                        | 公園路與廣豐路交叉路口（桃園大圳旁） |                                  |
| 大湳森林公園                    | 重慶街                               | 2023年7月20日正式開園            |
| 西坡埤塘生態公園                | 和義二街                             |                                  |

### 其他
| 名稱                           | 地址                    | 備註          |
| ------------------------------ | ----------------------- | ------------- |
| 桃園市消防訓練中心和防災教育館 | 介壽路二段901巷49弄35號 | 2018年9月營運 |

## 商業

### 百貨商場

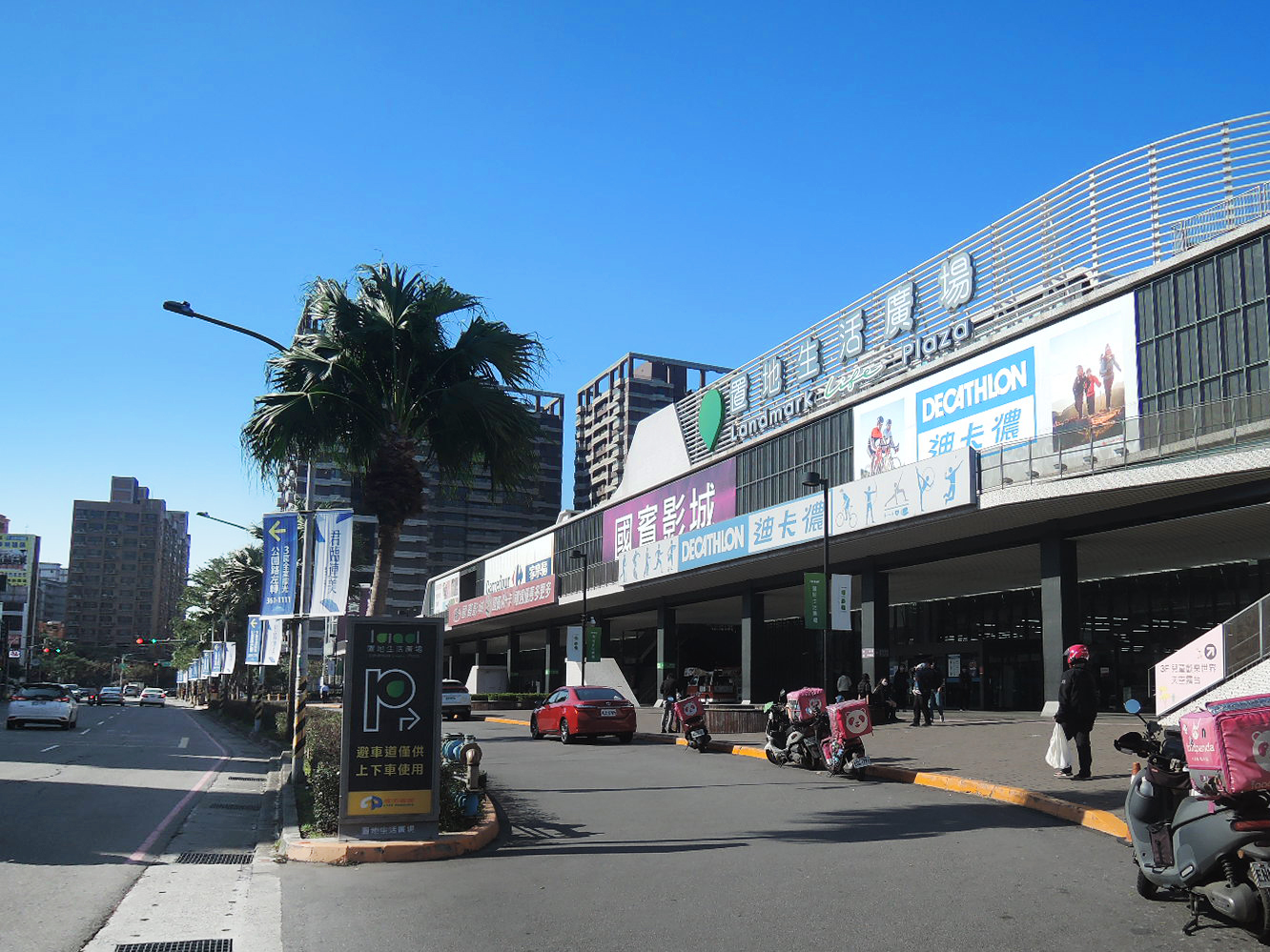
大湳置地生活廣場（原名廣豐新天地）

| 名稱               | 地址              | 備註                                                     |
| ------------------ | ----------------- | -------------------------------------------------------- |
| 置地生活廣場       | 介壽路一段728號   | 原名廣豐新天地，2021年11月20日更名 社區購物中心/動力中心 |
| 迪卡儂八德店       | 介壽路一段728號1F | 運動零售賣場/社區購物中心                                |
| 家樂福八德店       | 介壽路一段728號B2 | 零售量販店/社區購物中心                                  |
| 大全聯八德店       | 介壽路二段148號   | 零售量販店/社區購物中心                                  |
| 桃拾生活廣場       | 金和路21-35號     | 美食廣場                                                 |
| 特力屋八德店       | 介壽路一段479號   | 大型居家用品店                                           |
| UNIQLO八德介壽路店 | 介壽路一段555號   | 2020年11月20日開幕                                       |

### 夜市

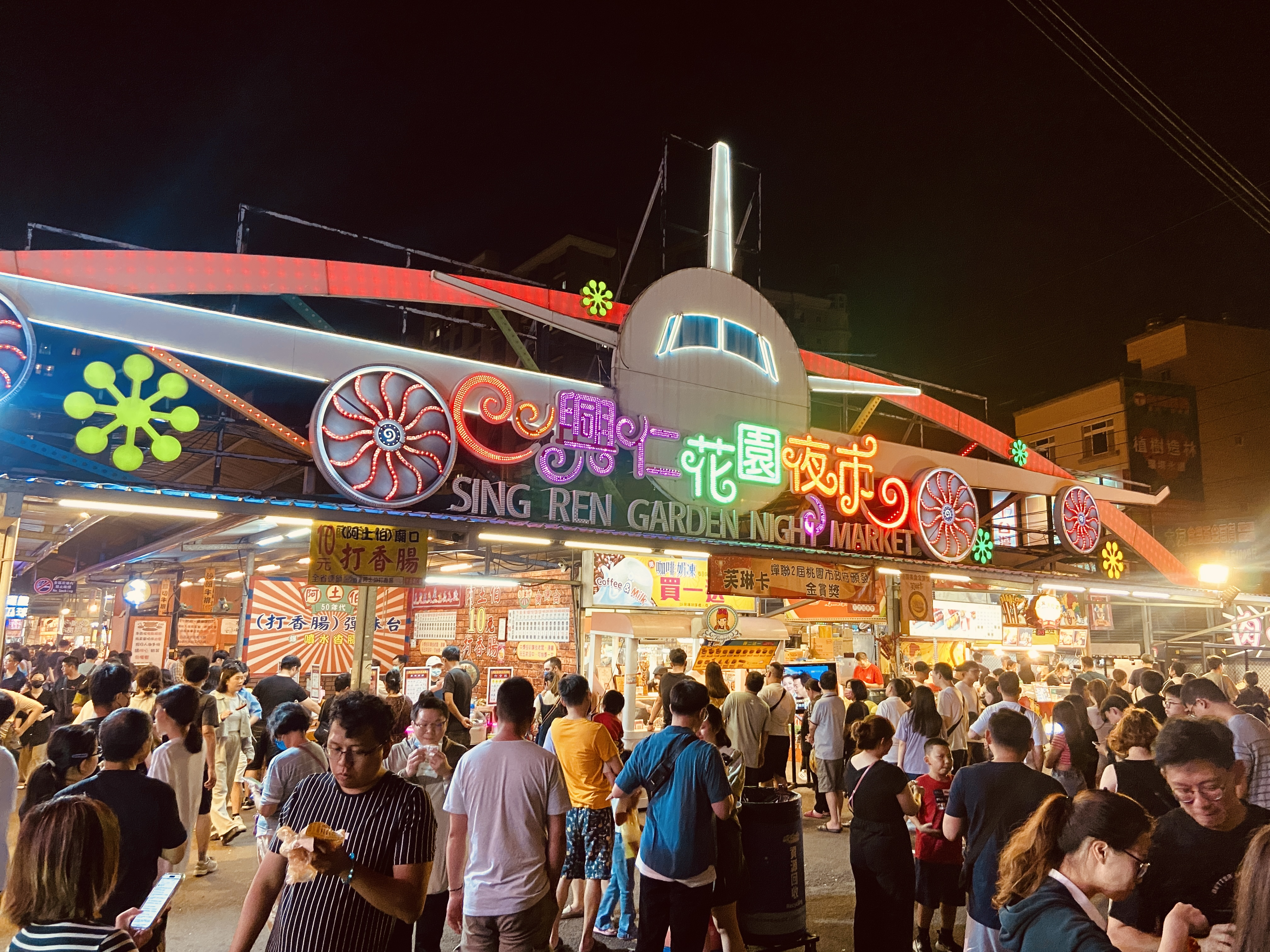
興仁花園夜市

| 名稱         | 地址             | 備註               |
| ------------ | ---------------- | ------------------ |
| 興仁花園夜市 | 長興路與中正路口 | 每週二、五、六、日 |

### 電影院

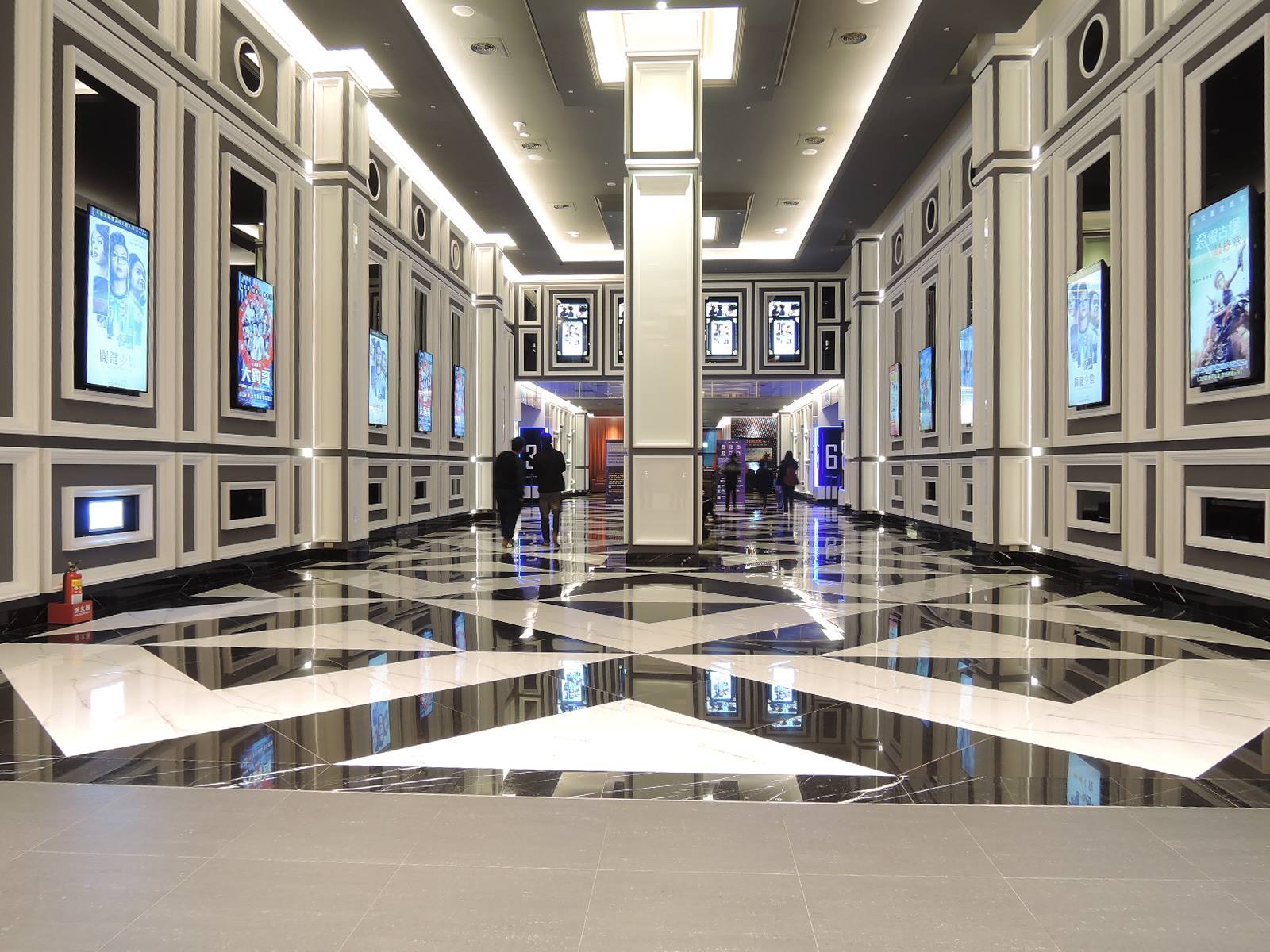
八德置地國賓影城

| 名稱     | 位置              | 廳數 | 類型 | 備註                                 |
| -------- | ----------------- | ---- | ---- | ------------------------------------ |
| 國賓影城 | 介壽路一段728號3F | 8    | 首輪 |                                      |
| 民和戲院 | 廣福路80號        | 2    | 二輪 | 2020年4月5日因新冠肺炎疫情影響停業中 |

### 銀行
八德區金融機構大多數集中在大湳介壽路一帶
| 名稱         | 地址             | 備註                                     |
| ------------ | ---------------- | ---------------------------------------- |
| 兆豐銀行     | 大智路19號       |                                          |
| 台北富邦銀行 | 金和路2號        |                                          |
| 國泰世華銀行 | 金和路30號       | 2019年9月16日營運                        |
| 八德區農會   | 興豐路268號      |                                          |
| 台灣土地銀行 | 介壽路一段702號  |                                          |
| 合作金庫     | 介壽路一段767號  |                                          |
| 台灣企銀     | 介壽路一段789號  |                                          |
| 玉山銀行     | 介壽路一段815號  | 2023年6月13日遷移新址                    |
| 台北富邦銀行 | 介壽路一段880號  | 2023年4月1日原日盛銀行改台北富邦介壽分行 |
| 第一商業銀行 | 介壽路一段919號  |                                          |
| 安泰商業銀行 | 介壽路一段941號  |                                          |
| 中國信託     | 介壽路一段965號  |                                          |
| 台新銀行     | 介壽路一段991號  |                                          |
| 渣打銀行     | 介壽路二段43號   |                                          |
| 彰化銀行     | 介壽路二段135號  |                                          |
| 華南銀行     | 介壽路二段327號  |                                          |
| 新光銀行     | 介壽路二段1032號 |                                          |

### 市場
| 名稱                     | 地址                    | 備註                       |
| ------------------------ | ----------------------- | -------------------------- |
| 大湳公有零售市場         | 四維路、信義街          | 早市，桃園市第二大傳統市場 |
| 八德公有零售市場         | 建國路45號              | 早市                       |
| 三德民有零售市場（民營） | 介壽路二段1141巷14之1號 | 早市                       |
| 東勇黃昏市場             | 東勇街43號              | 黃昏市場                   |

## 教育

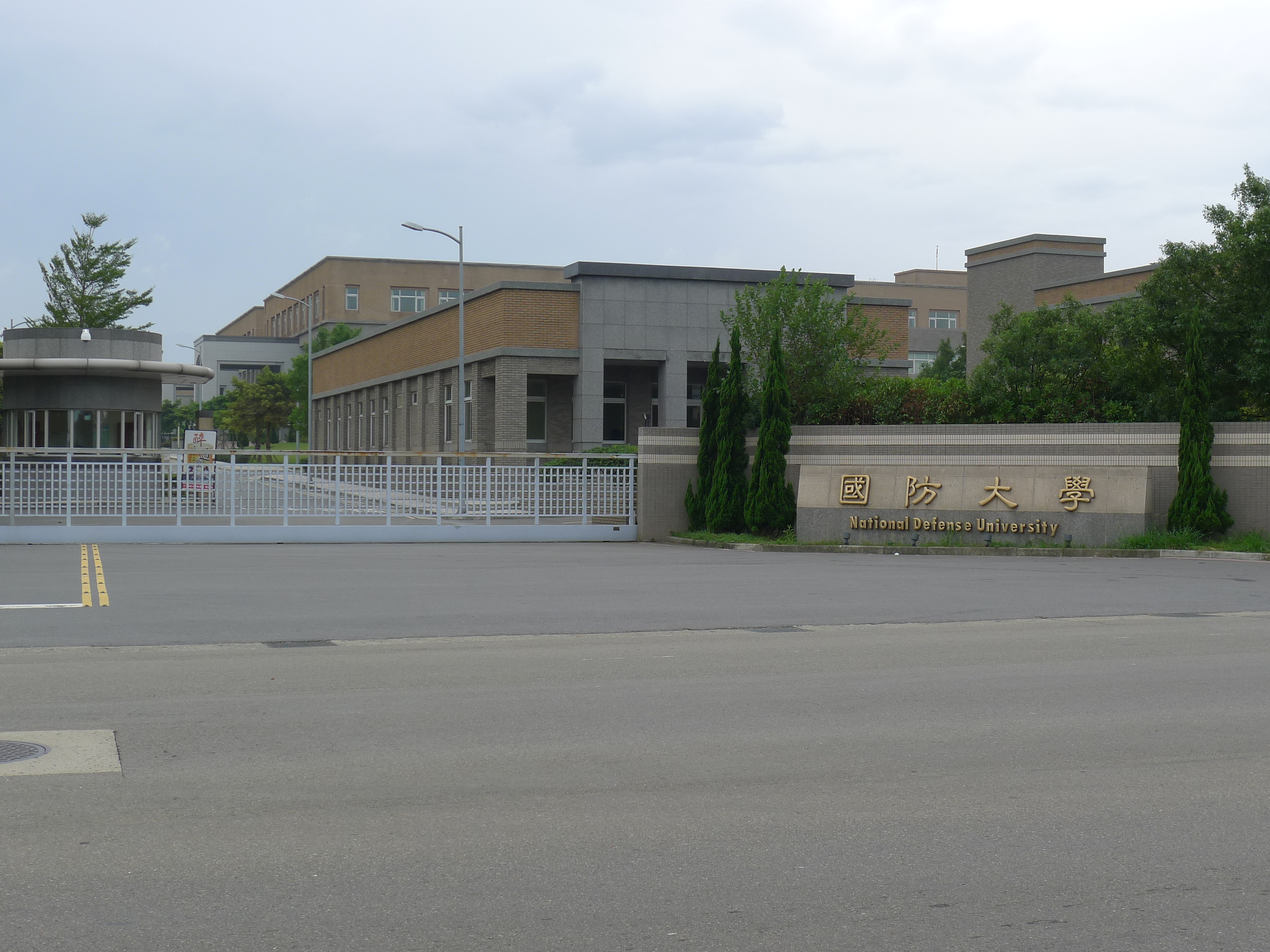
國防大學

### 軍事院校
- 國防大學（校本部）
- 陸軍化生放核訓練中心
- 陸軍後勤訓練中心（補運分部）

### 大學院校
- 元智大學（校門位於中壢區，大部份校區位於八德區內）

### 宗教學校
- 中華福音神學院八德校本部

### 高級中等學校
- 桃園市立永豐高級中等學校
- 桃園市私立新興高級中學

### 國民中學
- 桃園市立八德國民中學
- 桃園市立大成國民中學
- 桃園市立永豐高級中等學校附設國中部

### 國民小學
- 桃園市八德區八德國民小學 （页面存档备份，存于）
- 桃園市八德區大成國民小學（页面存档备份，存于）
- 桃園市八德區大勇國民小學 （页面存档备份，存于）
- 桃園市八德區霄裡國民小學 （页面存档备份，存于）
- 桃園市八德區廣興國民小學 （页面存档备份，存于）
- 桃園市八德區大安國民小學 （页面存档备份，存于）
- 桃園市八德區大忠國民小學 （页面存档备份，存于）
- 桃園市八德區茄苳國民小學 （页面存档备份，存于）
- 桃園市八德區瑞豐國民小學 （页面存档备份，存于）
- 桃園市八德區仁德國民小學 (規劃中)

### 市立幼兒園
- 桃園市立八德幼兒園：興豐路2212號
- 桃園市立八德幼兒園大成分班：建國路1199號
- 桃園市立八德幼兒園大勇分班：自強街60號
- 桃園市立八德幼兒園大同分班：陸光街50巷24號

## 醫療體系
| 名稱         | 醫療劃分     | 地址                   | 備註                                                  |
| ------------ | ------------ | ---------------------- | ----------------------------------------------------- |
| 桃園市立醫院 | 近準醫學中心 | 龍岡新生路霄裡公園現址 | 400多床的準醫學中心規模設計，初估將在2033年完成營運   |
| 八德長榮醫院 | 地區醫院     | 建國路與建興街口       | 2022年10月29日動土典禮，預計2026年完工，共計9層樓13科 |

## 交通

### 國道
- 國道二號（桃園環線）
  - 18 大湳大湳交流道
- 國道三號（福爾摩沙高速公路）
  - 57 八德八德交流道（規劃中，預計2030年通車）

### 省道
- 台1線：桃園區（中山路）－八德區（中華路）－中壢區（中華路一段）
- 台4線：桃園區（介壽路）－八德區（介壽路一～二段）－大溪區（介壽路）

### 市道
- 市道110號：桃園區（桃鶯路）－八德區（桃鶯路）－新北市鶯歌區（鶯桃路二段）
- 市道110乙號：新北市鶯歌區（福德一路）－八德區（福德一路）；為大湳交流道聯絡道
- 市道112號：平鎮區（龍南路）－八德區（龍南路）－大溪區（仁和路二段）
- 市道114號：中壢區（中山東路四段）－八德區（長興路－興豐路）－新北市鶯歌區（八德路）

### 區道
- 桃48線：八德區（廣福路）－中壢區（新中北路二段）
- 桃53線：桃園區（國際路一段）－八德區（國際路—廣福路—福國街—建國路—中山路—中山一路）—大溪區（埔頂路二段）
- 桃55線：桃園區（介新街）－八德區（東勇街）
- 桃72線：楊梅區－平鎮區（南平路二段～平東路）－八德區（新生路）

### 客運

#### 桃園市區公車
- 桃園客運
  - 1：中壢－桃園
  - 102：桃園－景雲新村
  - 103：桃園－和平路
  - 107：桃園－大湳（經國際路）
  - 109：桃園－新興高中
  - 157：桃園－八德－新興高中
  - 201：蘆竹－八德
  - 265：桃園－鶯歌（經尖山）
  - 502：台灣好行小烏來線景點接駁
  - 5008：中壢－龍岡－桃園
  - 5010：中壢－仁美－桃園
  - 5044：桃園－十一份－龍潭
  - 5053：桃園－九龍村－龍潭
  - 5053A：桃園－804醫院－龍潭
  - 5069：桃園－榮民之家－龍潭
  - 5096：桃園－更寮腳－大溪
  - 5112：大溪－八德－中壢
  - GR2：桃園－八德區公所

- 中壢客運
  - 130：桃園－榮民之家（經八德區公所）

- 統聯客運
  - 208：捷運高鐵桃園站－豐德介壽路口（經大江購物中心、內壢火車站、八德區公所）[24]
  - 208A：捷運高鐵桃園站－溪濱公園（經大江購物中心、啟英高中、內壢火車站、桃園醫院、大湳、八德區公所）
  - 713：八德豐德路（經建國路）（經國道3號）－土城（捷運永寧站）[25]
  - 715：八德豐德路（經更寮腳）（經國道3號）－土城（捷運永寧站）[26]
  - 716：八德轉運站（經國道3號）－ 土城（捷運永寧站）[27]
  - 717：龍岡圓環（經廣福路）（經國道3號）－土城（捷運永寧站）[28]
  - 724：八德轉運站－桃園長庚轉運站

- 桃園市免費社區巴士
  - 紅線(L113)、(L115)
  - 藍線(L116)、(L117)
  - 紫線(L118)、(L119)
  - 綠線(L120)、(L121)

#### 新北市免費社區巴士（經八德區邊界）
- 鳳吉理想線(F656)
- 鳳鳴長庚線(F657)

### 客運轉運站

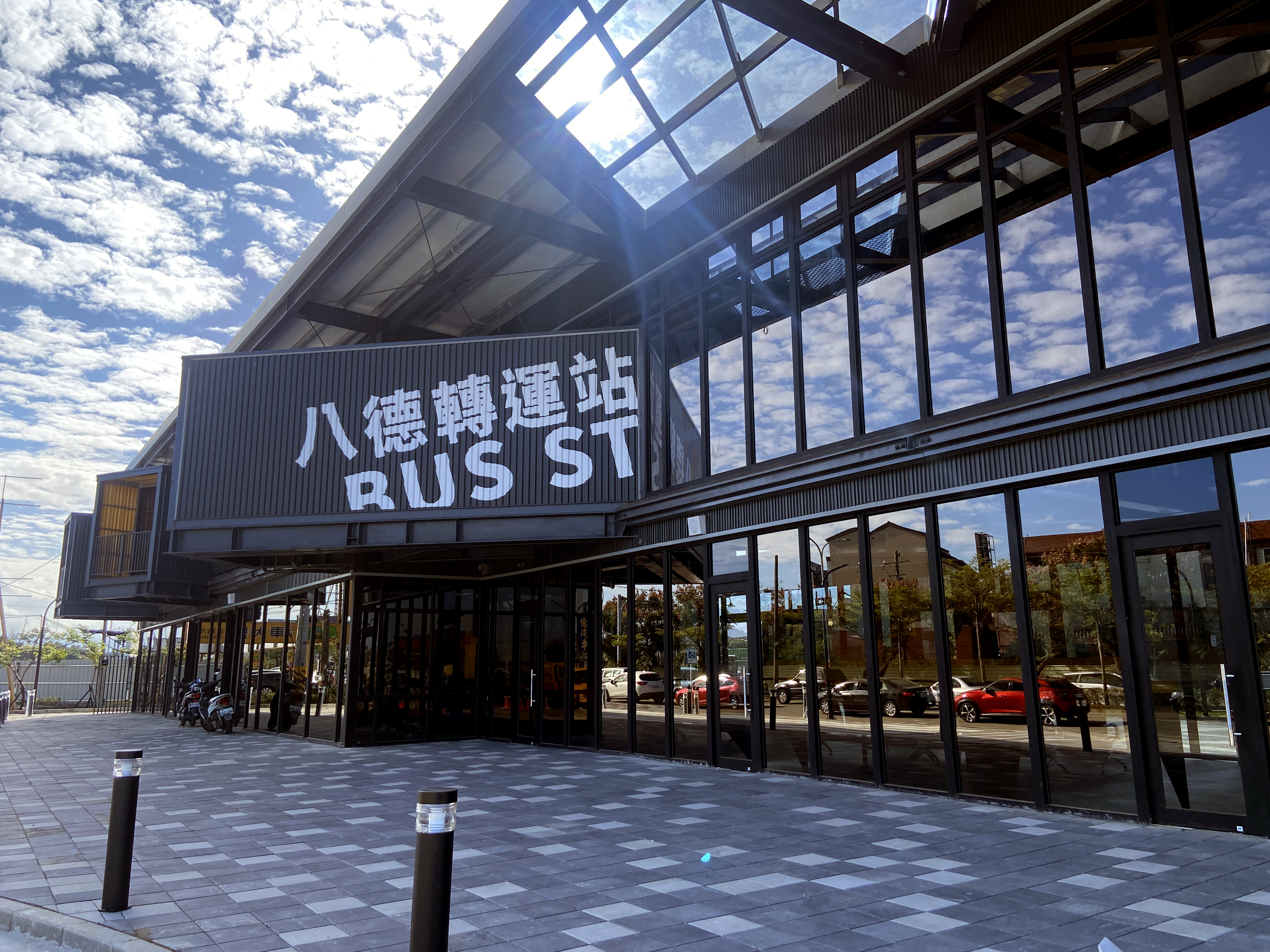
和強路上的八德轉運站

#### 八德轉運站
離國道2號大湳交流道僅400公尺，八德區和強路與和平路口，定位為市區客運及國道客運轉乘站，基地面積1250坪，共設置4席停靠月台、122席機車停車位、3席汽車臨停接送區、2席計程車排班區及17席公共自行車位，提供乘客無縫轉乘其他運具。於2024年2月19日啟用。

#### 八德豐德轉運站
預定在八德區豐德路上，未來能連接國道三號大鶯豐德交流道。

### YouBike自行車租賃系統
- 桃園市公共自行車租賃系統至2024年3月，在八德區已設有36站：

| 名稱                 | 位置                                  | 名稱                 | 位置                |
| -------------------- | ------------------------------------- | -------------------- | ------------------- |
| 君臨公園             | 忠勇六街，籃球場旁                    | 思源公園             | 正福街              |
| 大和休閒廣場         | 銀和街                                | 廣豐公園             | 公園路              |
| 大湳公園             | 福國北街                              | 重慶公園             | 重慶街              |
| 桃園假日農業創意市集 | 介壽路、國道二號高架橋下              | 和盛公園             | 大和路              |
| 同福公園             | 和義街                                | 大勇國小             | 忠勇街              |
| 元聖宮               | 東泰街                                | 大明公園             | 興隆街              |
| 茄明里集會所         | 中華路                                | 建德公園             | 長興路              |
| 霖園公園             | 介壽路一段16巷                        | 豐德公園             | 豐田一路            |
| 溪濱公園             | 廣興二路廣興五街口旁公園              | 仁德公園             | 建國路仁德路口      |
| 大仁里遊樂場         | 國道二號高架橋下與仁和街211巷交岔路口 | 八德藝文廣場         | 瑞發街興豐路825巷口 |
| 大忠停車場           | 大忠街                                | 楓樹腳公園           | 施工停用            |
| 茄明公園             | 明光街                                | 八德區衛生所         | 介壽路二段361巷內   |
| 興豐公園             | 興豐路與豐田路口                      | 八德埤塘自然生態公園 | 興豐路1315號        |
| 大安果樹公園         | 長安街                                | 八德區公所           | 中山興豐路口        |
| 瑞泰公園             | 介壽路二段583巷16弄                   | 廣豐新天地           | 大智路              |
| 高城公園             | 高城六街48巷                          | 八德國民運動中心     | 廣福路與福國街口    |
| 大發休閒公園         | 興豐路2182-1號                        | 永豐路519巷口        | 永豐路490號西北側   |
| 中大公園             | 建德路與興豐路口                      | 八德大湳轉運站       | 和強路近和平路口    |

### 未來

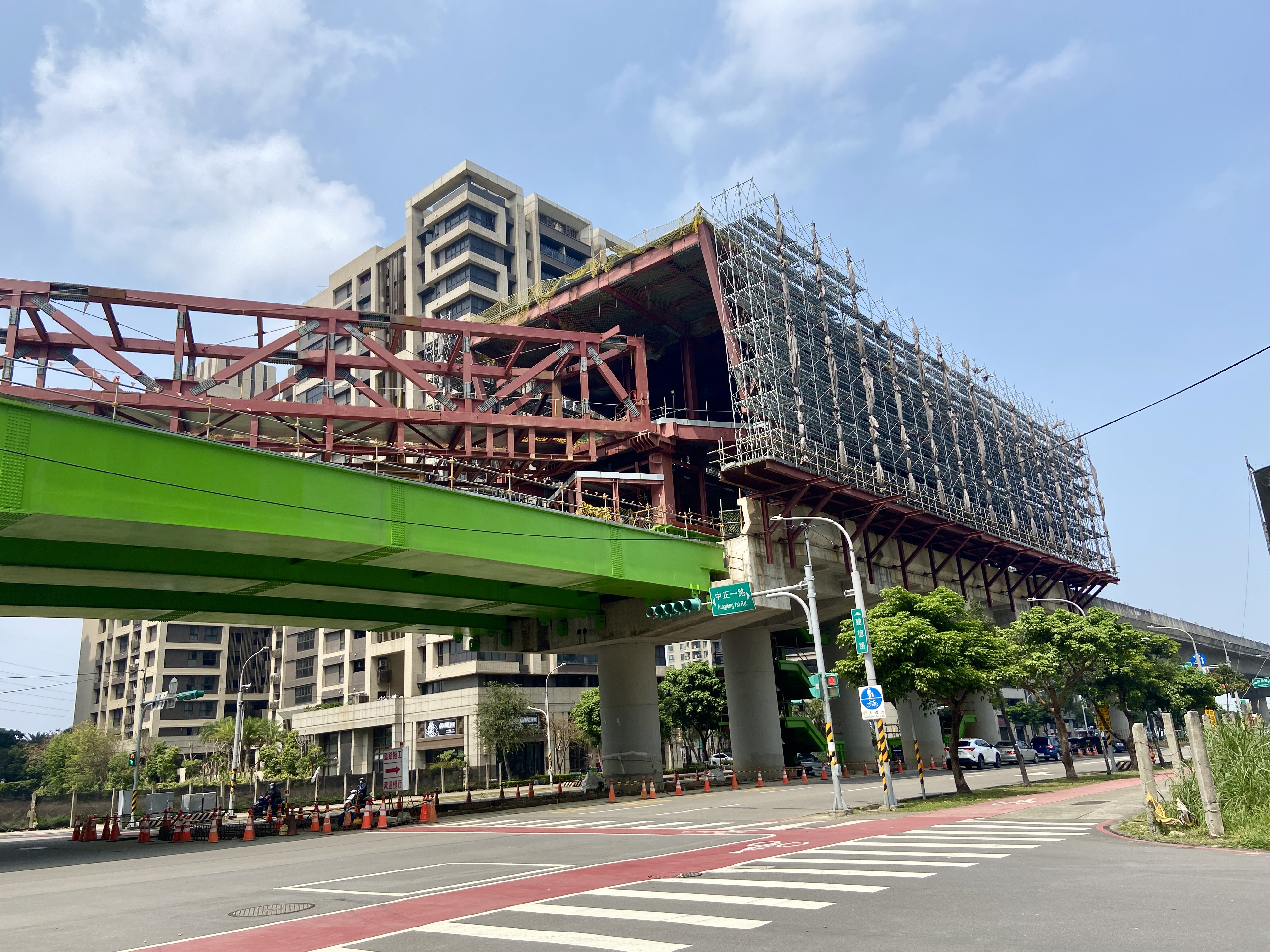
桃園捷運綠線G01站施工中

#### 鐵路、捷運
臺灣鐵路管理局
- 縱貫線：桃園醫院車站（興建中）

 桃園捷運
- 綠線（興建中）：建德興豐站 – 仁德公園站 – 巧克力站 – 大湳站 – 小大湳站
- 綠線中壢延伸段（規劃中）：建德興豐站 – G30站

新北捷運
- 三鶯線桃園八德段（規劃中）：LB12a站 – LB13站 – 大湳站

## 旅遊

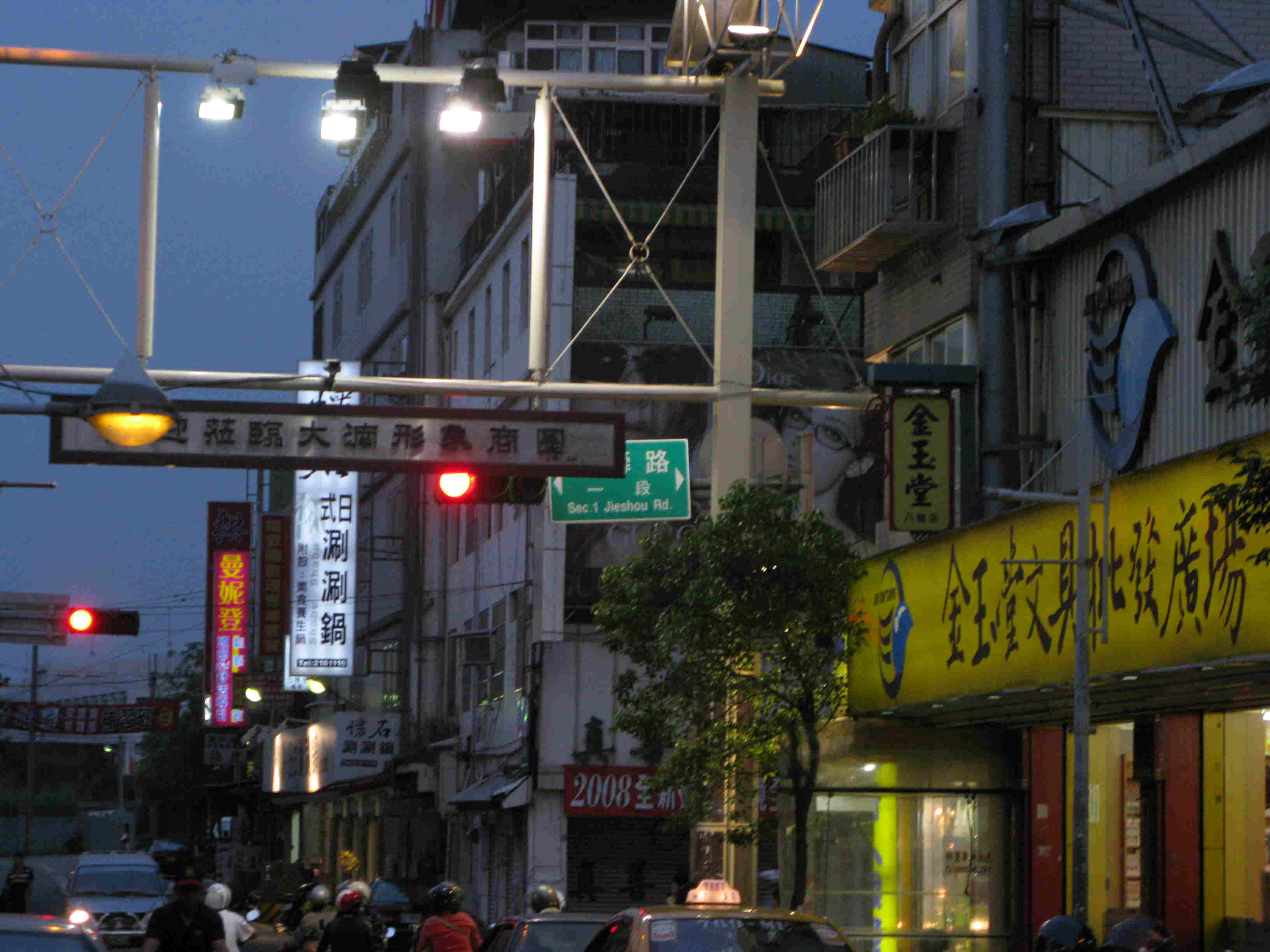
夜晚的大湳形象商圈標示牌

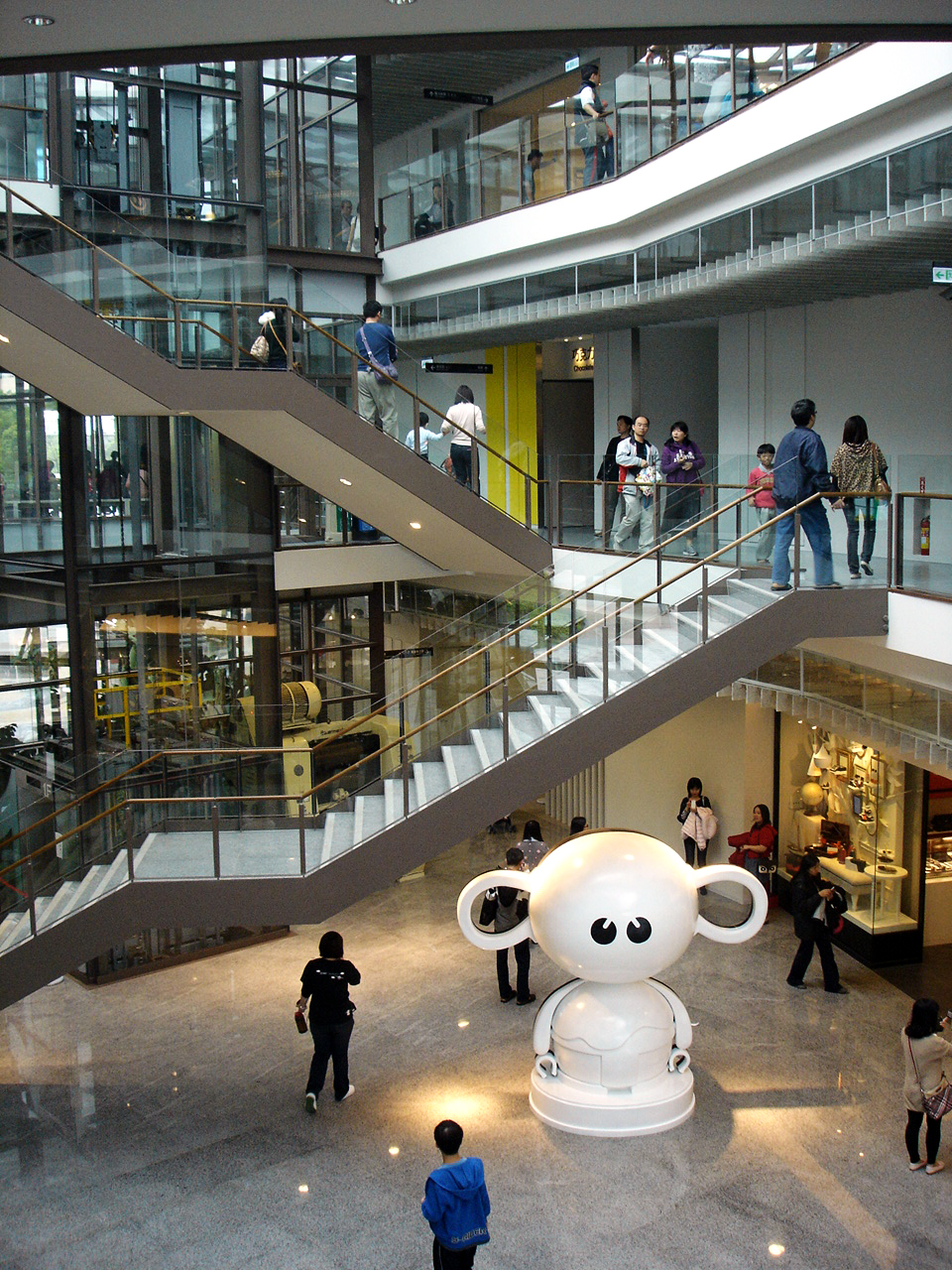
巧克力共和國

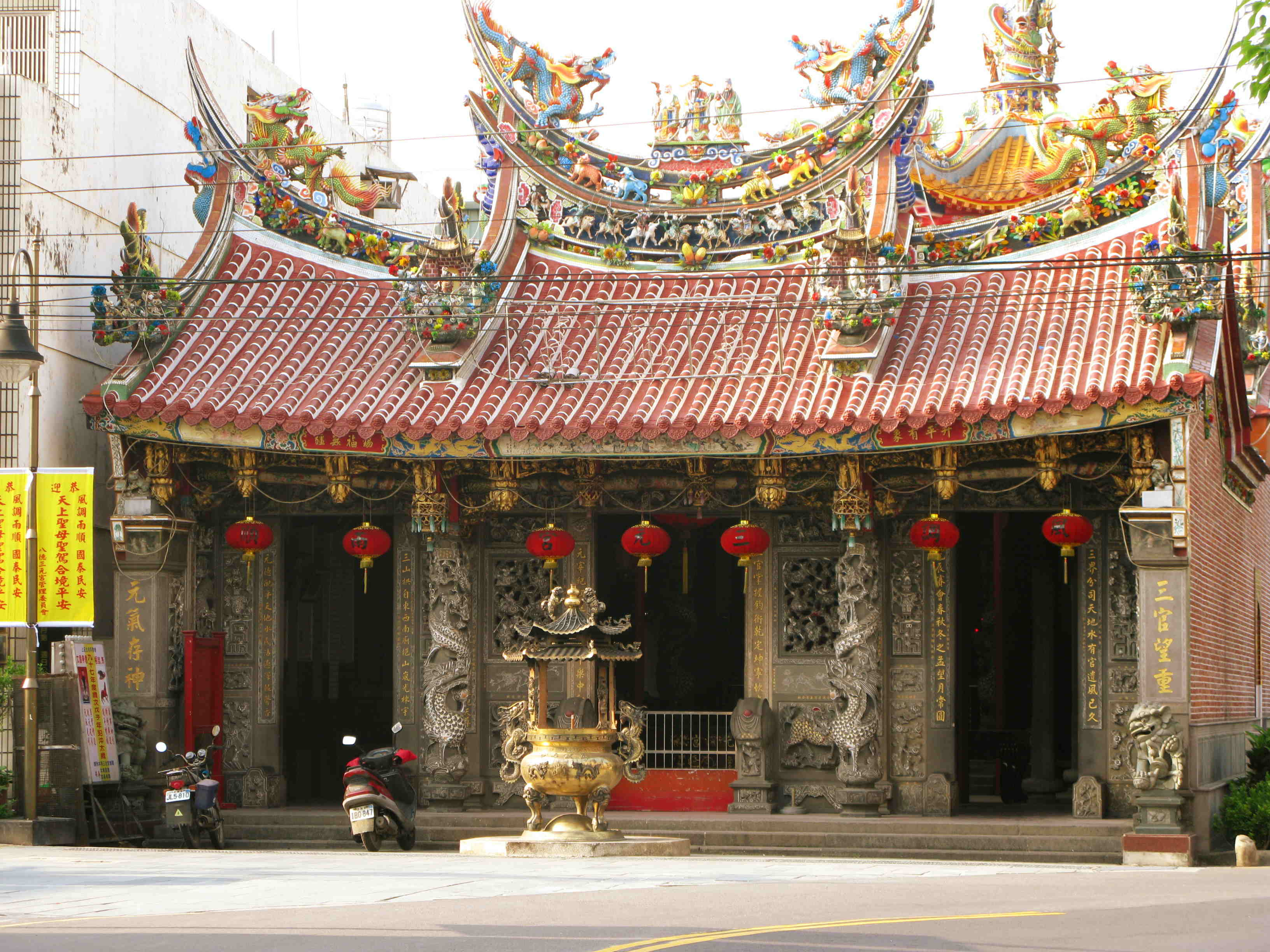
八德區最古老的寺廟-三元宮

| 名稱                 | 地址                 | 備註               |
| -------------------- | -------------------- | ------------------ |
| 巧克力共和國         | 巧克力街177號        | [ 29 ]             |
| 八塊厝民俗藝術村     | 重慶街36-1號         | 2022年10月22日開幕 |
| 馬祖文化會館         | 介壽路二段973巷15號  | [ 30 ]             |
| 八德落羽松森林       | 浮筧街底             |                    |
| 大湳形象商圈         | 忠孝街               |                    |
| 霄裡湧泉（浣衣空間） | 霄裡國小旁           |                    |
| 中祥食品             | 廣福路613號          |                    |
| 八德三元宮           | 中山路1號            |                    |
| 霄裡玉元宮           | 長興路756號          |                    |
| 八德廣行宮           | 仁和街211巷1弄18號   |                    |
| 八德指玄宮孚佑帝君   | 指玄街66號           |                    |
| 高城福興宮           | 高城八街46巷12-1號   |                    |
| 保順宮馬舍公廟       | 興豐路1725號         |                    |
| 桃園姜太公廟         | 長興路360巷31弄100號 |                    |
| 聖王宮               | 義勇街8號            |                    |
| 元聖宮               | 東泰街2號            |                    |
| 茄苳老樹             | 中山路三元宮前       |                    |
| 八德埤塘自然生態公園 | 興豐路1315號         |                    |

## 其他
- 國防部高等軍事法院
- 懷生機場
- 桃園大圳
- 佛教慈濟慈善事業基金會八德園區（興豐路1141號）

## 外部連結
- 八德區公所 （页面存档备份，存于）
- 八德區戶政事務所 （页面存档备份，存于）